# Mostviertel
Koordinaten: 48° 0′ N, 15° 25′ O
Das Mostviertel, altertümlich Viertel ober dem Wienerwald, ist der südwestliche Teil Niederösterreichs.
Seit der Bildung der Politischen Bezirke 1868 haben die Viertel in Niederösterreich keine rechtliche Grundlage mehr und sind reine Landschaftsbezeichnungen. Dabei wurde die ältere Kreiseinteilung ersetzt, die sich noch an den alten Vierteln orientierte.
Im Norden wird es von der Donau begrenzt, im Süden und Westen von der Landesgrenze zur Steiermark und zu Oberösterreich. Im Osten bildet der Wienerwald die natürliche Grenze. Die Fläche des Mostviertels beträgt ungefähr 5600 km². Die Einwohnerzahl liegt bei etwa 488.000 (Stand 2023).

## Gliederung

### Historische Verwaltungsregion
Im Zuge der Theresianischen Reformen wurde der Kreis Ober-Wienerwald (im 18. und 19. Jahrhundert abgekürzt O.W.W. oder V.O.W.W.) errichtet, der als unterste staatliche Einheit den lokalen Grundherren gegenüberstand. Sitz des Kreisamtes wurde St. Pölten. Nach dem Umbruch im Jahr 1848 und der Überführung der Herrschaften in freie Gemeinden übernahmen Bezirksämter (siehe Amtsbezirk) viele Aufgabenbereiche der Kreisämter. Derartige Bezirksämter wurden 1853 für die Amtsbezirke Amstetten, Atzenbrugg, Gaming, Haag, Hainfeld, Herzogenburg, Kirchberg an der Pielach, Lilienfeld, Mank, Mautern, Melk, Neulengbach, St. Pölten, Scheibbs, Seitenstetten, Tulln, Waidhofen an der Ybbs und Ybbs eingerichtet und das Kreisamt in St. Pölten fungierte nun als zweite Instanz der Bezirksämter und war auch als Aufsichtsbehörde tätig. Diese verwaltungstechnische Struktur war bis 1867 aufrecht. Mit dem Ausgleich 1867 wurde das Mostviertel durch die neue Verfassung Österreichs von 1867 im Jahr 1868 in Bezirke (bzw. Bezirkshauptmannschaften) eingeteilt und damit der Kreis Ober-Wienerwald aufgehoben.
Das alte Kreisgebilde überdauerte jedoch im Bereich der Justiz als Kreisgericht St. Pölten, das weiterhin die zweite Instanz für die Bezirksgerichte des Mostviertels war und das Mostviertel war bis 1992 auch ein eigener Wahlkreis für den Nationalrat, bis in der Nationalratswahlordnung von 1992 eine Struktur mit kleineren Regionalwahlkreisen festgelegt wurde.

### Politische Gliederung
Das Mostviertel umfasst, in die heutige politische Verwaltung übersetzt, folgende Bezirke:
- Bezirk Amstetten
- Statutarstadt Waidhofen an der Ybbs
- Bezirk Scheibbs
- Bezirk Melk südlich der Donau
- Bezirk Lilienfeld
- Bezirk Tulln südlich der Donau (außer Klosterneuburg)
- Statutarstadt St. Pölten
- Bezirk St. Pölten (außer der östliche Teil im Wienerwald)
- Bezirk Krems südlich der Donau

Die naturräumlichen Umgrenzungen weichen davon etwas ab.

### Hauptregion

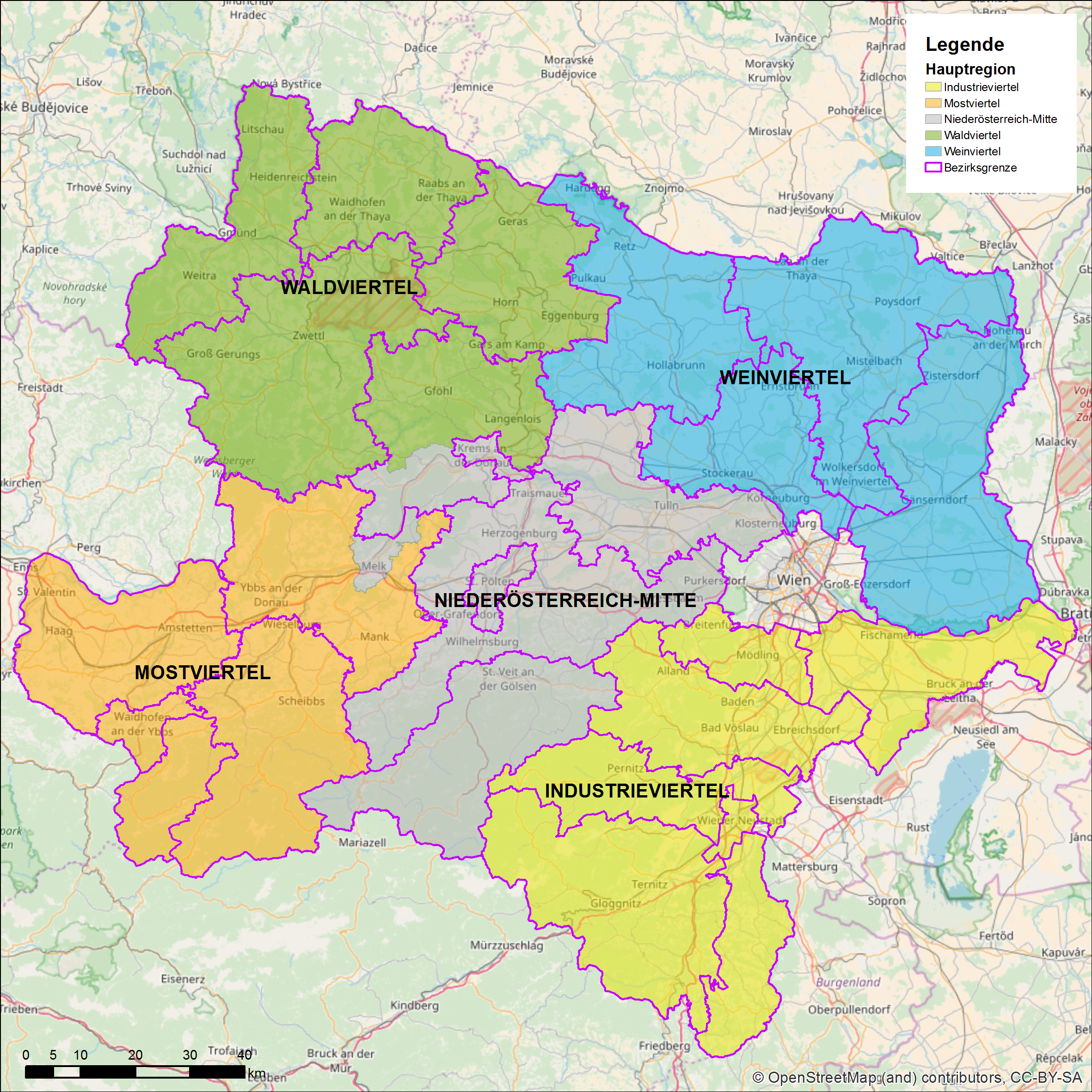
Die Hauptregionen Niederösterreichs

Das Mostviertel ist auf zwei Hauptregionen der Raumplanung aufgeteilt: NÖ-Mitte und die Hauptregion Mostviertel, die den Namen des Viertels weiterführt. NÖ-Mitte nimmt den Ostteil des Mostviertels rund um St. Pölten ein, während der Westen um Amstetten, Scheibbs und Melk (das selbst zu NÖ-Mitte gehört) die Hauptregion Mostviertel bilden. Zu dieser Hauptregion gehört auch der Bezirk Melk nördlich der Donau, der landschaftlich zum Waldviertel zählt.

### Geografisch-kulturelle Gliederung

Mostviertel von der Dambergwarte nach Osten

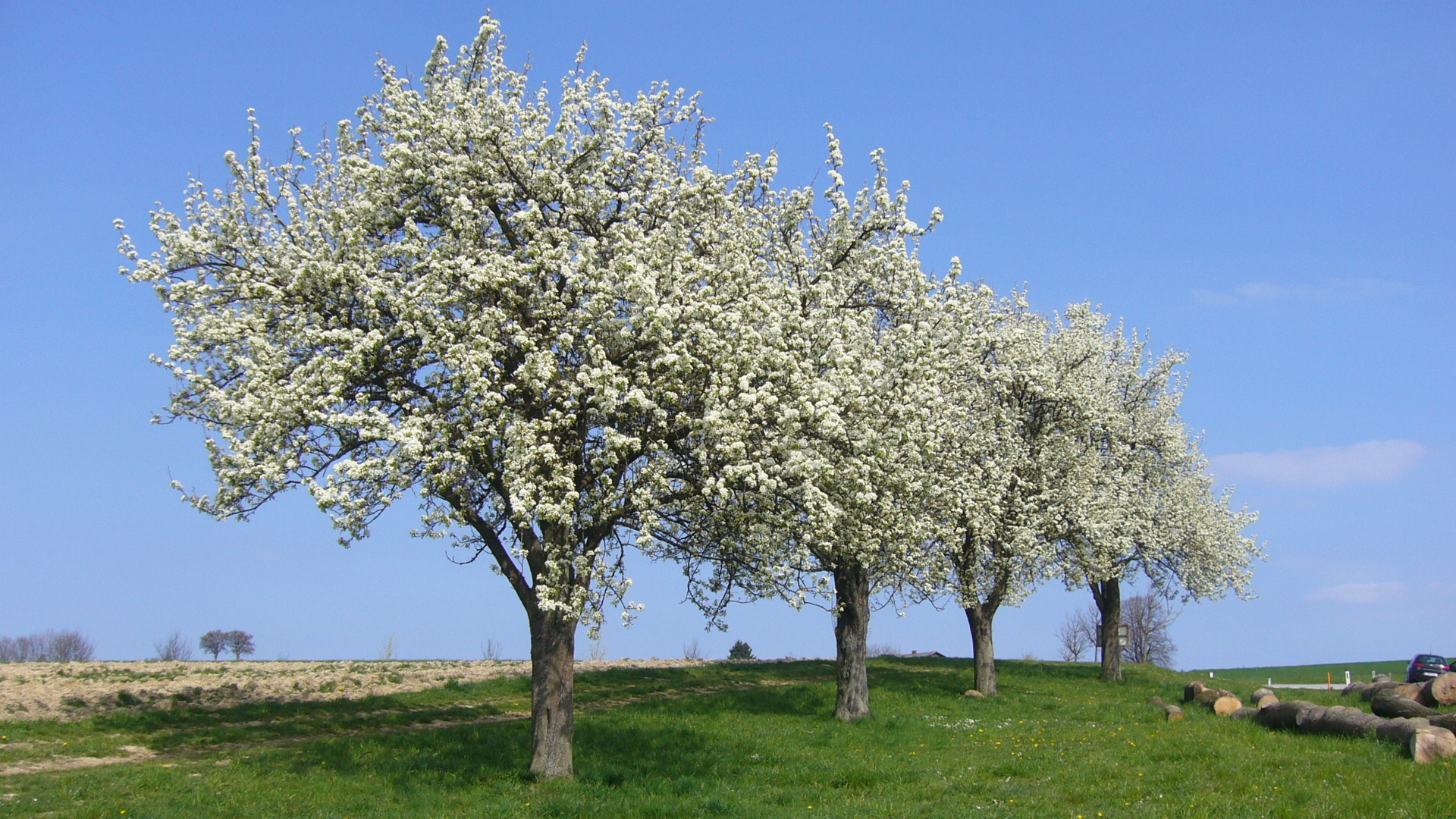
Baumblüte zwischen Steinakirchen und Blindenmarkt

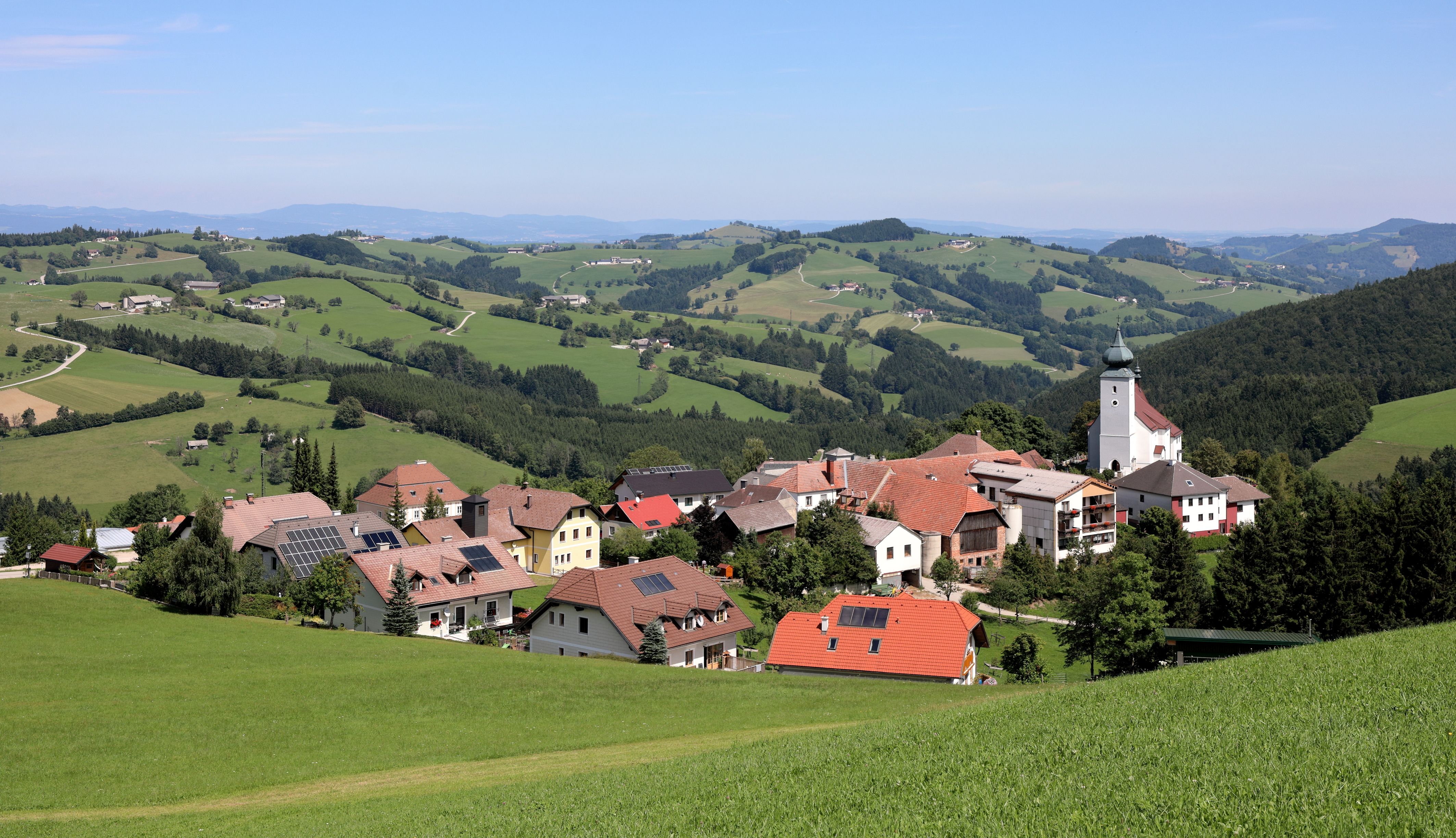
Blick über St. Leonhard am Wald in Richtung Nordost

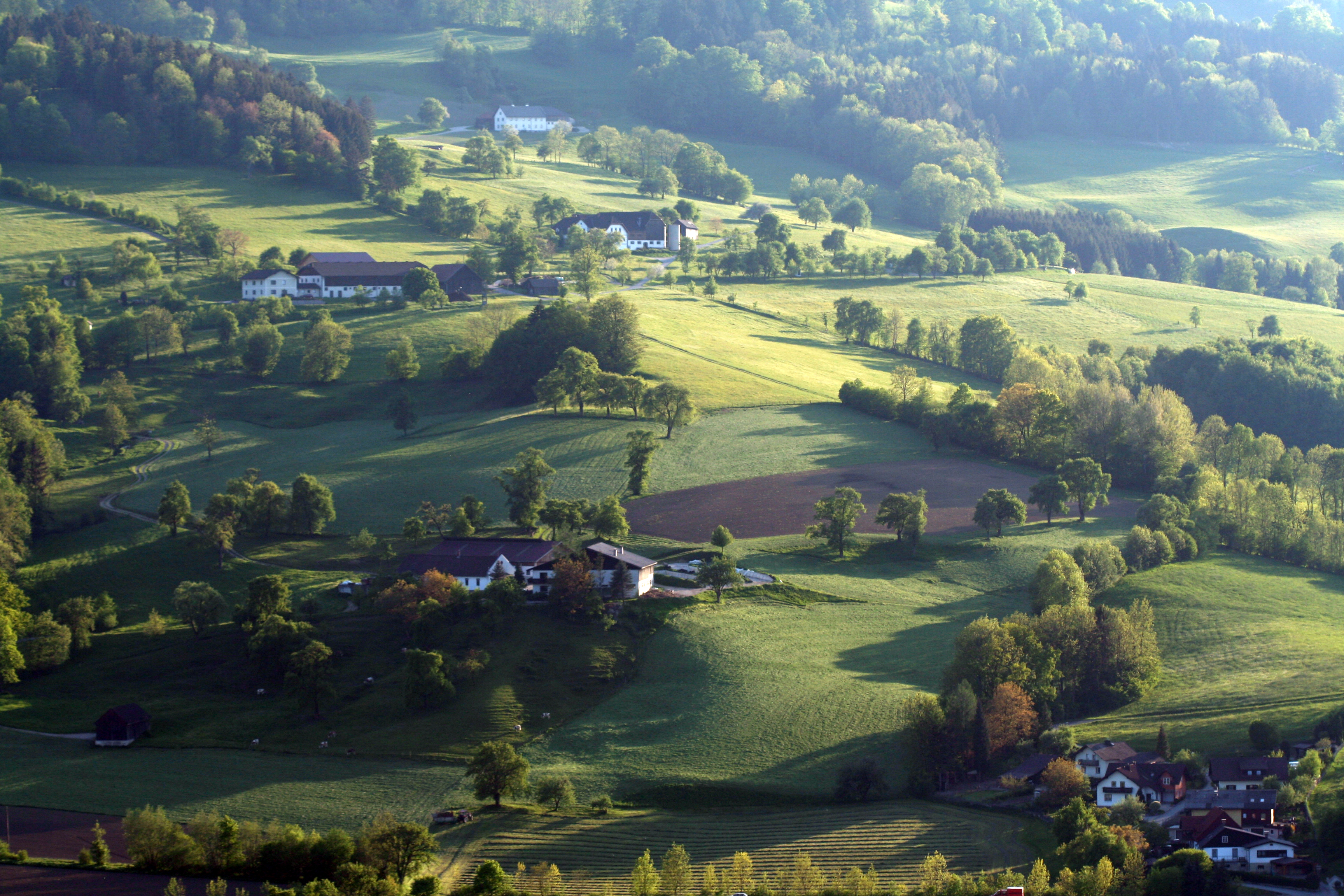
Hügellandschaft nordwestlich von Scheibbs

Zusätzlich zu dieser politischen Gliederung gibt es eine geografisch-kulturelle Gliederung:
- Mostviertel, der Kernraum, umfasst Gebiete des Ybbsfeldes um Amstetten, das Urltal, hügelig-welliges Gebiet und Hauptanbaugebiet der Mostbäume
- Eisenwurzen, der niederösterreichische Teil der Eisenwurzen, grenzt südlich an das Mostviertel entlang der ungefähren Grenze Waidhofen an der Ybbs – Scheibbs und umfasst das südliche Ybbstal sowie Kleines und Großes Erlauftal bis an die steiermärkische Grenze.
- Strudengau
- Nibelungengau
- Wachau

Letztere drei sind Abschnitte des Donautals und grenzübergreifend je Ufer zur Hälfte Mostviertel, zur Hälfte niederösterreichisches Waldviertel bzw. oberösterreichisches Mühlviertel. Geologisch betrachtet gehört der südliche Teil der Wachau (Hiesberg und Dunkelsteinerwald) zur Böhmischen Masse und ist daher eher dem Waldviertel zuzurechnen.

### Touristische Erlebnisräume

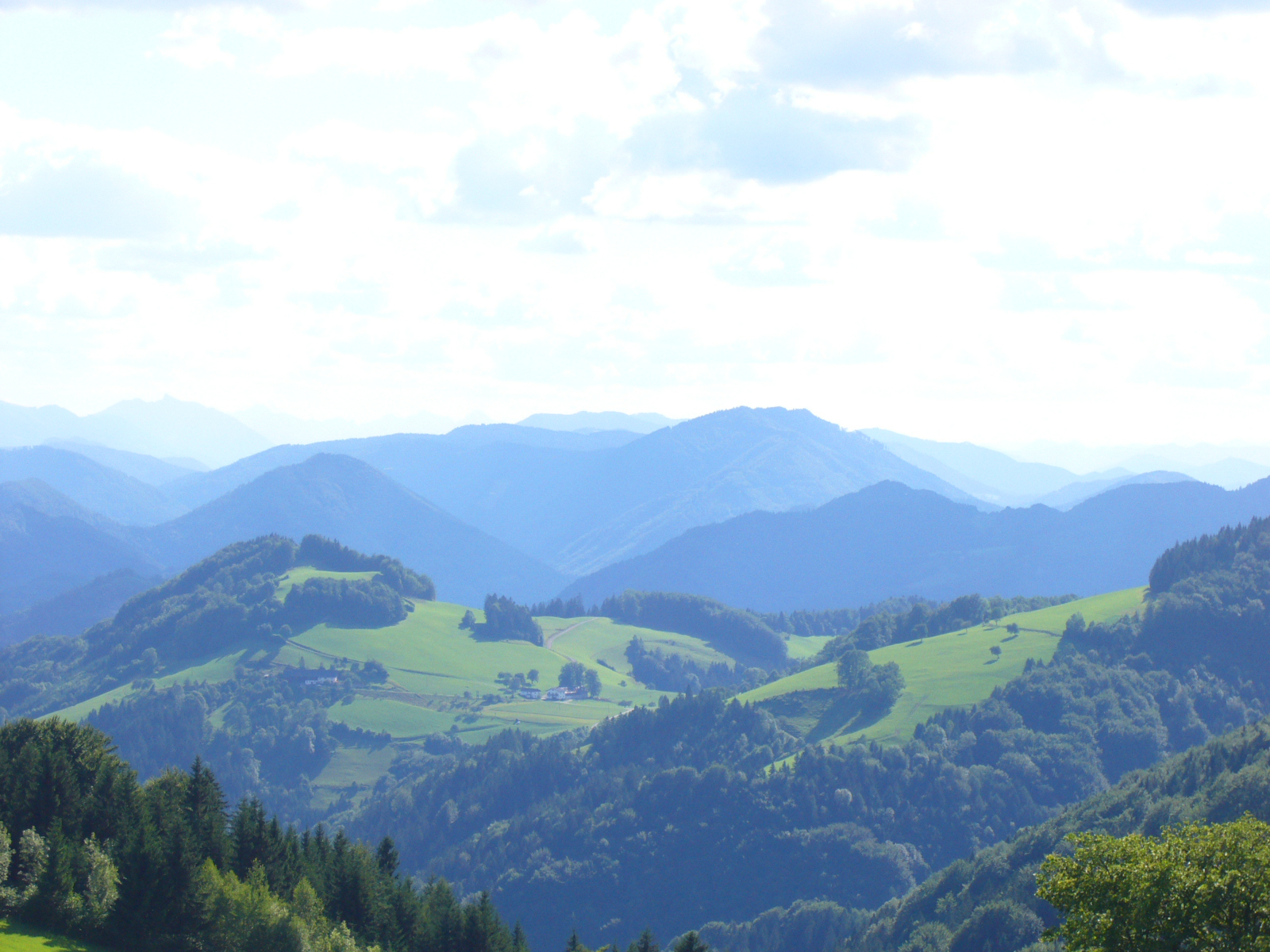
Mostviertel – Eisenwurzen

Im Mostviertel werden mehrere Erlebnisräume als Tourismusmarken beworben:
- Die Moststraße
- Kulturpark Eisenstraße (Kleinregion Ybbstal-Eisenstraße)
- Traisen-Gölsental
- Pielachtal[2] (Kleinregion, Genussregion Pielachtaler Dirndl)
- Melker Alpenvorland
  - Dunkelsteinerwald[3] (Kleinregion)
- St. Pölten und sein Umland
  - Traisental
- Elsbeere-Wienerwald[4] (Genussregion Wiesenwienerwald Elsbeere, Leader-Region)

### Kerngebiet

Kernregion Mostviertel, Eisenwurzen, Ostarrichi, Strudengau, Nibelungengau

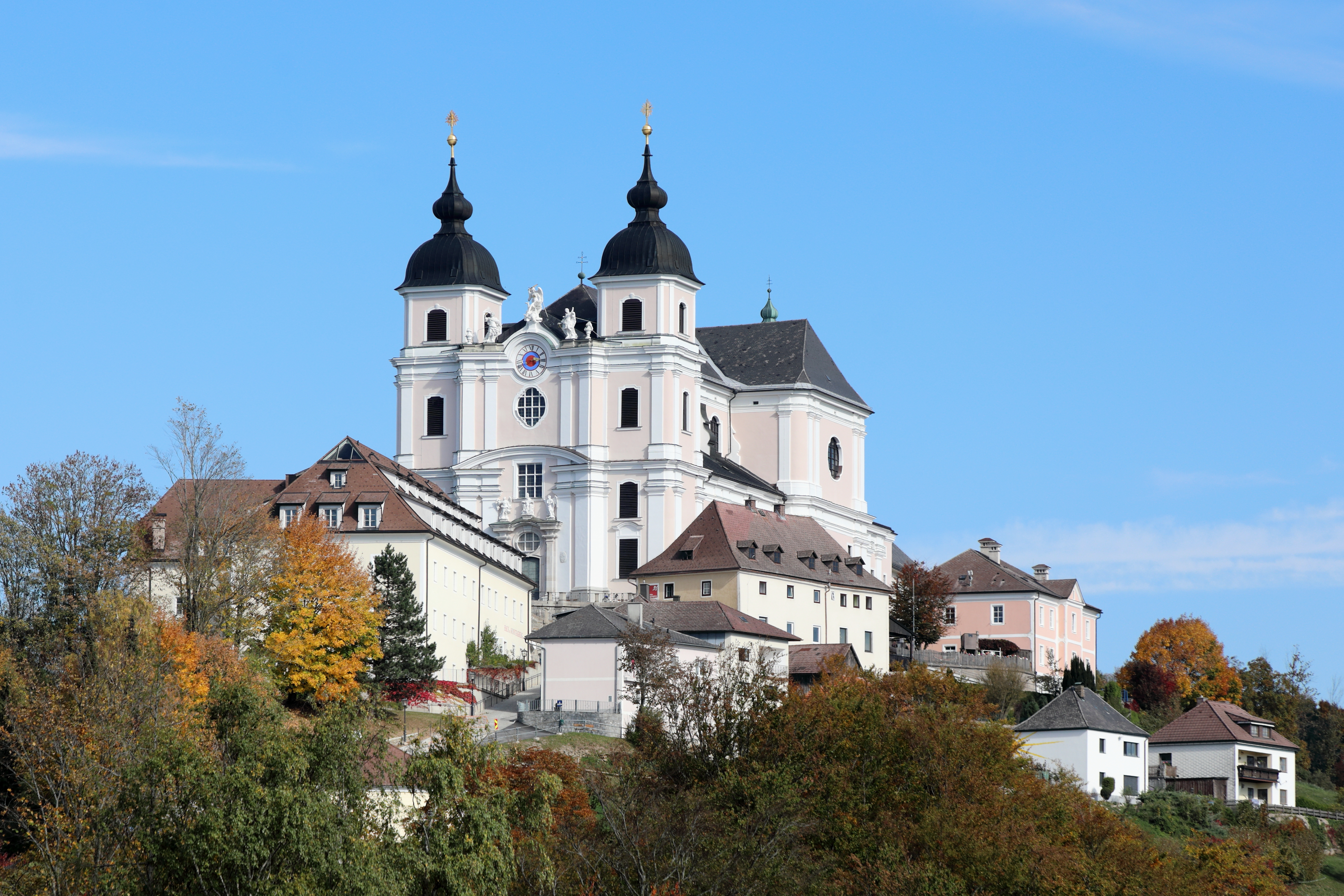
Die weithin sichtbaren Basilika Sonntagberg auf einem 712 Meter hohen Bergrücken und eines der Wahrzeichen des Mostviertels

Das Kerngebiet des Mostviertels zwischen Ybbs und Enns im Bezirk Amstetten lässt sich laut Volksmund als die Region eingrenzen, in der man die Basilika am Sonntagberg sieht. Laut dieser Definition deckt sich das Mostviertel zu einem Teil mit der als Ostarrichi bezeichneten Region rund um Neuhofen an der Ybbs (Bezirk Amstetten), die durch ihre Nennung in einer Schenkungsurkunde Kaiser Ottos III. auch als Ursprung Österreichs bezeichnet wird. Neben diesem Kerngebiet gibt es noch den Begriff der Eisenwurzen, der für die Bezirke Scheibbs, Waidhofen an der Ybbs,  Lilienfeld (westlicher Teil) und Melk (Erlauftal bis Pöchlarn) verwendet wird.
Den Namen Mostviertel verdankt es dem Apfel- und Birnenmost. Die Landschaft zwischen den Flüssen Ybbs und Enns weist klimatisch sehr gute Voraussetzungen für den Anbau der nötigen Obstbäume auf und gilt als Kerngebiet für die Mostwirtschaft.
Typisch für das Mostviertel sind die ausgedehnten Streuobstwiesen rund um die Gehöfte sowie die leicht hügelige Landschaft des Alpenvorlandes.

## Geografie und Natur
Das Mostviertel ist gekennzeichnet durch seine kontrastreiche Landschaft und Vegetation. Im Norden überwiegen sanft gewellte Hügel zwischen 300 und 400 m Höhe, die sich allmählich in die Donauniederung herabsenken. Im Süden steigen die letzten Ausläufer der Nördlichen Kalkalpen bis auf knapp 1.900 m Höhe an. 1.650 Höhenmeter liegen zwischen dem tiefsten Punkt in Ardagger (246 m) und dem Ötscher, der mit 1.893 m den höchsten Gipfel darstellt. Der Dürrenstein (1.878 m), das Hochkar (1.808 m), der Göller (1.766 m) und der Gippel (1.669 m) sind weitere hohe Berge der Region. Bizarre Felsformationen, tiefe Schluchten, sprudelnde Gewässer und drei Naturparks prägen die wild-alpine Bergwelt.
Die Enns, die Ybbs, die Erlauf, die Pielach und die Traisen sind die größten Flüsse des Mostviertels, sie alle münden in die Donau. Traisen- und Ybbstal gliedern das Mostviertel in Nord-Süd-Richtung. Das östlich gelegene Gölsental schließt an das Traisental an, der gleichnamige Fluss ist der einzig größere Nebenfluss der Traisen.
Weitläufige Waldgebiete prägen die Landschaft im Traisental und am Oberlauf der Traisen. Der Urwald am Lahnsattel bei St. Aegyd und das rund 3.500 ha große Wildnisgebiet Dürrenstein zwischen Lunz am See und Göstling an der Ybbs stellen zwei Naturbesonderheiten in den Mostviertler Alpen dar.
In den Göstlinger Alpen befindet sich auf etwa 860 m Seehöhe das Naturschutzgebiet Leckermoor, eines der größten Hochmoore Niederösterreichs, das seit 1984 unter Naturschutz steht.
Klimatisch ist das Mostviertel sowohl von atlantischen als auch von pannonischen Einflüssen geprägt. Durch das milde Klima und die nährstoffreichen Kalkböden gedeihen Obst, Wein und Gemüse im sanften Hügelland südlich der Donau besonders gut.
Das Mostviertel gilt heute als größtes zusammenhängendes Mostbirnanbaugebiet Europas. Die Birnbäume gedeihen im gesamten Alpenvorland südlich der Donau, insbesondere im Erlauftal, Melker Alpenvorland, Pielachtal und Traisental.
Rund 300 verschiedene Birnensorten gibt es im Mostviertel, wovon etwa 20 für die Produktion von reinsortigem Birnenmost geeignet sind.
In den Mostviertler Alpen herrscht hingegen ein alpines Klima vor, mit angenehm erfrischenden Sommertagen und hoher Schneesicherheit im Winter, insbesondere am Hochkar.
Im Gegensatz zu Birnbäumen wachsen Apfelbäume auch in den Alpen in höheren Lagen von bis zu 1100 Metern. Die alpine Bergwelt ist im Sommer vor allem bei Wanderern und Naturgenießern beliebt, während im Winter die sportlichen und familiären Skigebiete Besucher anlocken.

### Gliederung in Teilräume
Nach dem Naturschutzkonzept von 2015 ist Niederösterreich in 124 Teilräume gegliedert (diese Einteilung wurde bereits in den 1990ern entwickelt), die in 26 Regionen zusammengefasst werden. Ausschlaggebend sind die Grenzen der Hauptregionen, sodass die Einteilung nicht rein naturräumlich ist, sondern sich auch nach der Verwaltungsgliederung orientiert.
Siehe dazu Liste der naturräumlichen Einheiten Niederösterreichs

### Naturpark Ötscher-Tormäuer

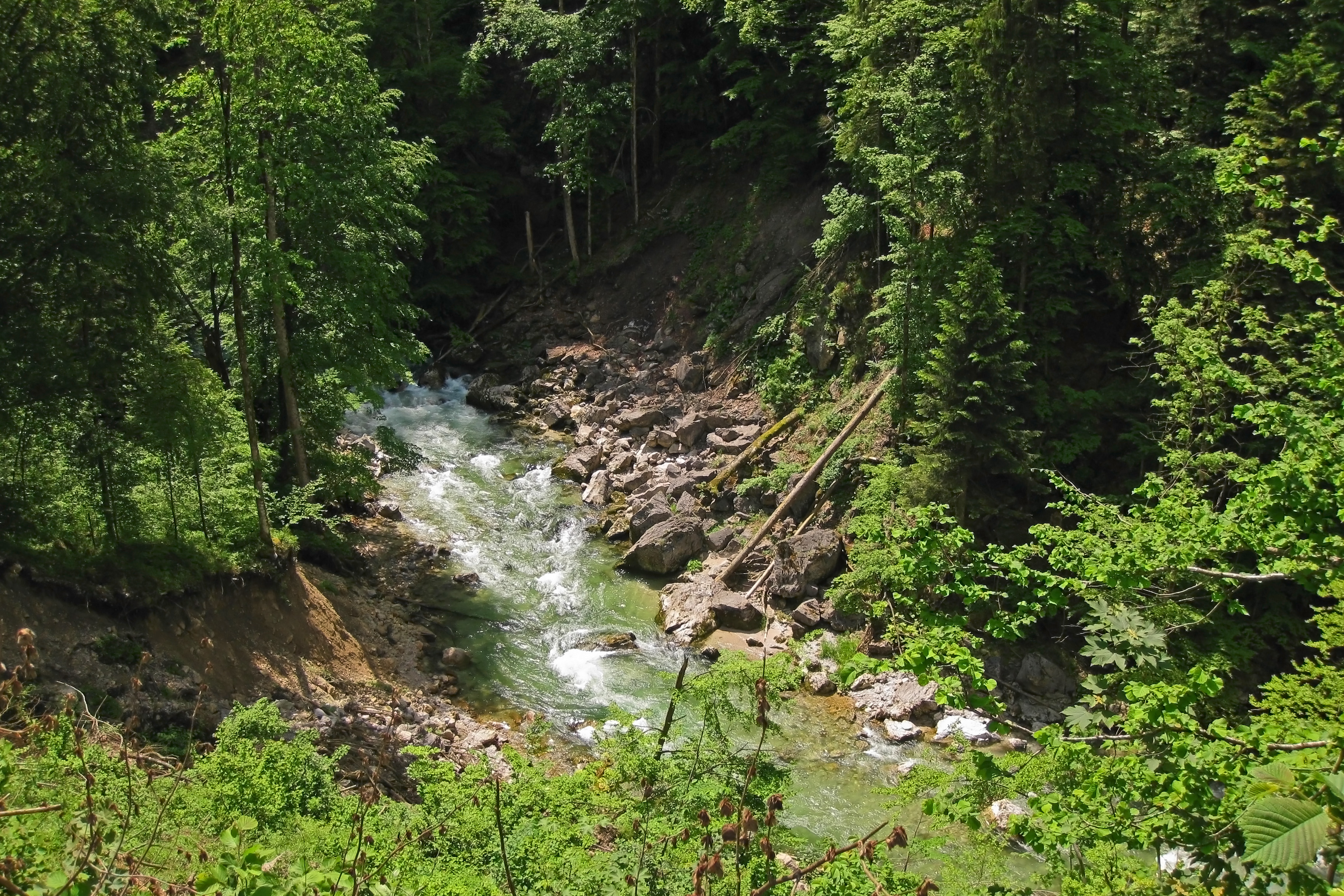
Die Erlauf in der Vorderen Tormäuer

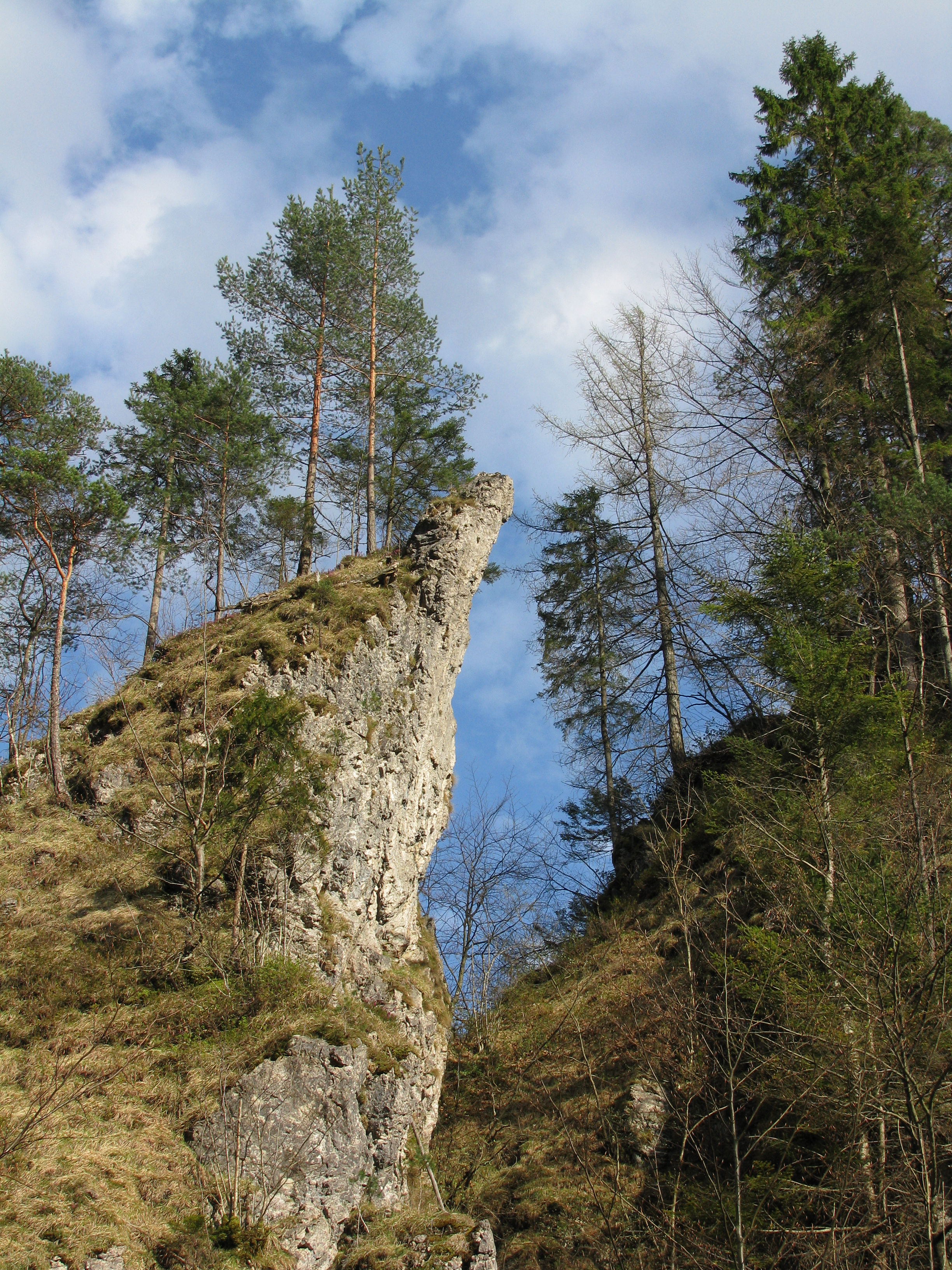
Naturpark Eisenwurzen

Der Naturpark Ötscher-Tormäuer ist mit 170 km² der größte Naturpark Niederösterreichs. Das Zentrum bildet der Ötscher mit seinen markanten Schluchten, wie den Ötschergräben, und den weiten Almen. Zwischen den Felsen wachsen einige seltene Pflanzen wie der Seidelbast, Flaum-Steinröserl, Clusius-Primeln und verschiedene Enziane. Zudem bietet der Naturpark vielen Wildtieren wie Gämsen, Rotwild, Waldohreulen und auch Greifvögeln wie Steinadlern und Turmfalken ein Zuhause.
Nördlich dieses Gebietes ist die Luft besonders rein und die Lichtverschmutzung gering. Daher haben hier einige Astrovereine Beobachtungsstationen errichtet, u. a. auf einer Alm beim Hochbärneck (950 m) und etwas westlicher am Nordhang der Hohen Dirn (1300 m).

### Naturpark Buchenberg
Im südwestlichen Mostviertel befindet sich der Natur- und Erlebnispark Buchenberg. Das Mischwaldgebiet beherbergt heimische Wild- und Haustiere. Für den Tiergehegebereich ist eine Gebühr zu entrichten, während der restliche Teil des Naturparks frei zugänglich ist.

### Naturpark NÖ Eisenwurzen
Inmitten der nördlichen Kalkalpen, im Dreiländereck Niederösterreich, Oberösterreich und Steiermark, liegt der Naturpark Eisenwurzen. Der Gamsstein mit einer Seehöhe von 1.774 m bildet den höchsten Punkt. Der Park grenzt direkt an den Naturpark Steirische Eisenwurzen an und zeichnet sich durch eine vielseitige Landschaft aus. Durch die zum Teil schwerzugänglichen Gebiete und die vielen Schluchten, sind hier viele Urwaldreste erhalten geblieben. Der Naturpark ist reich an kleinen Bächen und Wasserfällen. Auf einigen Anhöhen sind noch bewirtschaftete Almen zu finden.

### Alpenseen
Der Lunzer See ist 1.600 Meter lang und 500 Meter breit, seine tiefste Stelle beträgt 34 Meter. Er hat eine Wasserqualität der Güteklasse I und ist der einzige rein natürliche See Niederösterreichs.
Seit 2004 wird der See am Abend als Kulturstätte genutzt. Die Lunzer Seebühne wird mit Musik und Sommertheater bespielt und ist bekannt für ihre außergewöhnliche Architektur. Der Schwimmkörper wird im Winter geflutet und im See versenkt.
Auf 827 m Seehöhe nordwestlich von Mariazell liegt der Erlaufsee. Dieser hat Trinkwasserqualität und ist ein beliebtes Ausflugsziel für Spaziergänger, Wanderer, Fischer und Taucher.

## Geologie
Das Mostviertel hat Anteil am Alpenvorland (wo die meisten Siedlungen liegen), an der Flyschzone und den nördlichen Kalkalpen. Die meisten Gebirgszüge liegen im Süden, an der Grenze zur Steiermark. Die höchsten Gipfel liegen in den Ybbstaler Alpen und sind der Ötscher (altslawisch „Vaterberg“, 1893 m), der Dürrenstein (1878 m) und das Hochkar.
Das Alpenvorland wird von den Ablagerungen der nach Norden strebenden Flüssen der Ybbs und der Erlauf geprägt, die beide im Norden des Mostviertels in die Donau münden.

## Mostkultur
Seit vielen Jahren wird dem Most ein gesteigerter kultureller Wert beigemessen. Er wird heute sogar als identitätsstiftendes Merkmal gesehen. Eine Vielzahl von Mostheurigen lädt zu hausgemachter Jause mit regionalen Spezialitäten, Mehlspeisen, Edelbränden und verschiedenen Mostsorten ein, deren Vielfalt groß ist. In der Region befinden sich mehr als 3000 Vierkanter, also Gebäude die in einem geschlossenen Viereck rund um den Innenhof angeordnet sind.
Grundsätzlich wird zwischen reinem Apfel- und Birnenmost unterschieden, eine häufige Form stellt der Mischmost dar. In den meisten Mostregionen wird primär der Apfel zu Mostherstellung verwendet, im niederösterreichischen Mostviertel hingegen ist es die Birne. Die Region ist geprägt von weitläufigen Streuobstwiesen, die überwiegend Birnbäume beherbergen. Mostbirnbäume können bis zu 200 Jahre alt werden und blühen von Ende April bis Anfang Mai. Von den über 300 verschiedenen Birnensorten der Region sind in etwa 20 besonders gut für die Mostproduktion geeignet.
Zu den bekanntesten Birnensorten zählen: Pichelbirne, Amstettner Mostbirne, Dorschbirne, Honnelbirne, Speckbirne und Landlbirne. Birnenmost gibt es in vier unterschiedlichen Geschmacksrichtungen: mild, halbmild, kräftig und resch. Die Mostbirne eignet sich zudem auch zur Herstellung von Fruchtsäften, Edelbränden, Essig, Frizzante und hochwertigen Cuvées.

### Moststraße

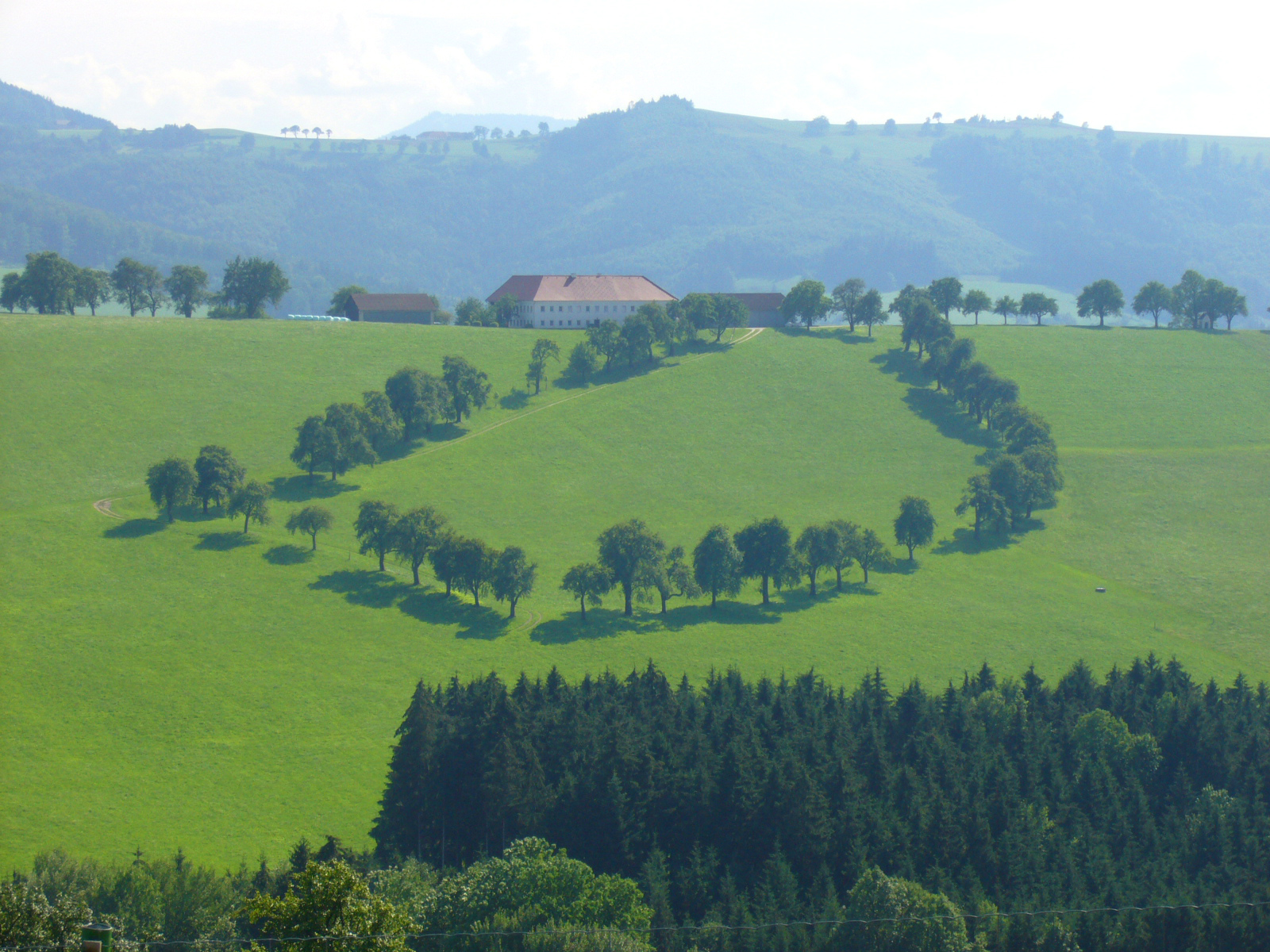
Mostviertler Idylle

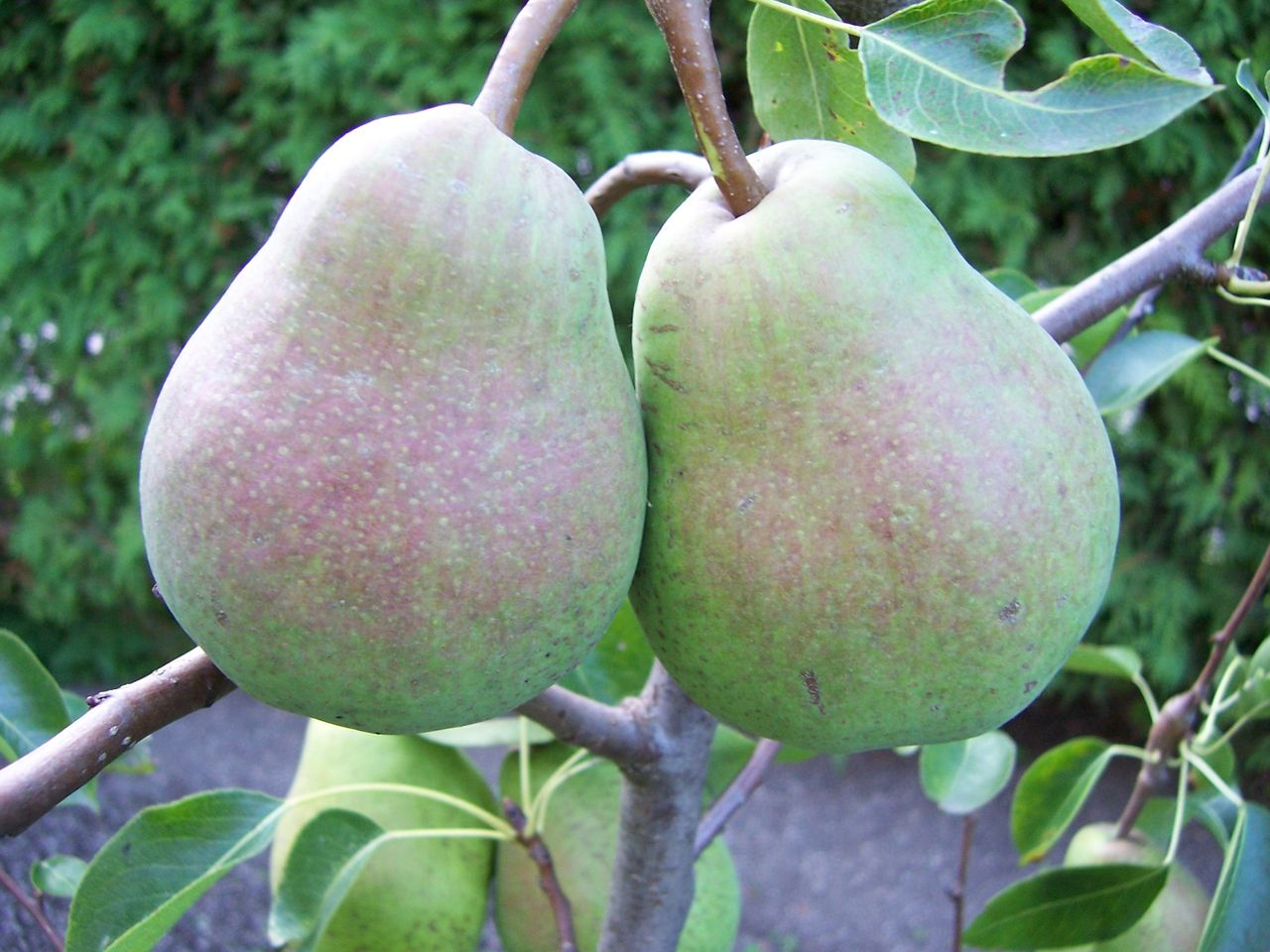
Birnbaum Lucas Alexander

Zur Ankurbelung des Tourismus und besseren Vermarktung der Region wurde die 200 km lange „Moststraße“ im westlichen Teil des Mostviertels eingerichtet, wo hauptsächlich sortenreine Birnenmoste produziert werden. Diese gut ausgeschilderte Erlebnisstraße wurde besonders für den Fremdenverkehr eingerichtet und führt an zahlreichen Mostwirtshäusern, Moststraßenheurigen und bäuerlichen „Ab-Hof“-Betrieben sowie Aussichtspunkten und Lehrpfaden vorbei, die zu einem Besuch einladen.
Eine weitere Besonderheit der Mostkultur im Mostviertel sind die Mostbarone. Derzeit gibt es 21 Mostviertler Mostproduzenten, Edelbrenner, Gastronomen und Hoteliers, die diesen Titel tragen. Sie haben einen Schwur abgelegt, die Kultur um den Birnenmost zu pflegen, zu fördern und weiterzuentwickeln.

### Ausflugsziele an der Moststraße
In Ardagger Stift steht das MostBirnHaus, das Wissen über das Mostviertel, Birnen und Most vermittelt. In diesem „Erlebnis- und Genusszentrum“ wird der Produktionsprozess des Mostes dargestellt. Der Museumsshop beherbergt außerdem die größte Mostsammlung des Mostviertels.
In Stadt Haag findet man das Mostviertelmuseum, das 1968 gegründet wurde. Es beherbergt die umfangreichste Sammlung von Geräten und Gegenständen aus der bäuerlichen Kultur- und Arbeitswelt im westlichen Niederösterreich. Ein Einblick in die bäuerliche Wohnkultur und Hauswirtschaft runden das Gesamtbild des Museums ab. Das Freilichtmuseum nebenan bietet 20 ländliche, kulturhistorisch interessante Gebäude aus dem NÖ Mostviertel und der Buckligen Welt. Holzblockbauten (Hausmühle mit Wasserradantrieb, Köhlerhütte, Ausnehmerhaus mit Rauchküche, Troadkästen, Dörrhäusl mit Brechelstube, Bienenhütte, Schwanzhammerwerk mit Schaufelwasserrad, Geräteschuppen) samt Inventar und Geräten, Maschinen und Traktoren und einen Heilpflanzengarten.
Ein weiteres Ausflugsziel ist die Mostelleria in Öhling. Eine interaktive Erlebnisshow erzählt die Geschichte des Mostellos, einem Dessertwein aus Birnen. Zudem können die Besucher die Reife- und Ruhekammern des Birnenweins und Destillats erkunden und diesen anschließend verkosten.
Das Stift Seitenstetten, der sogenannte „Vierkanter Gottes“, mit seinem historischen Hofgarten und die Wallfahrtsbasilika Sonntagberg sind beliebte Pilgerziele. Das barocke Innenleben, eine Kunstsammlung und die Galerie können besichtigt werden.
Mit dem Mostviertler Bauernmuseum, der größten volkskundlichen Privatsammlung Österreichs, und dem Ostarrichi Kulturhof in Neuhofen, welcher einen Überblick über die österreichische Geschichte ab 996 gibt, finden sich zwei weitere Ausflugsziele an der Moststraße.

### Mostviertler Spezialitäten

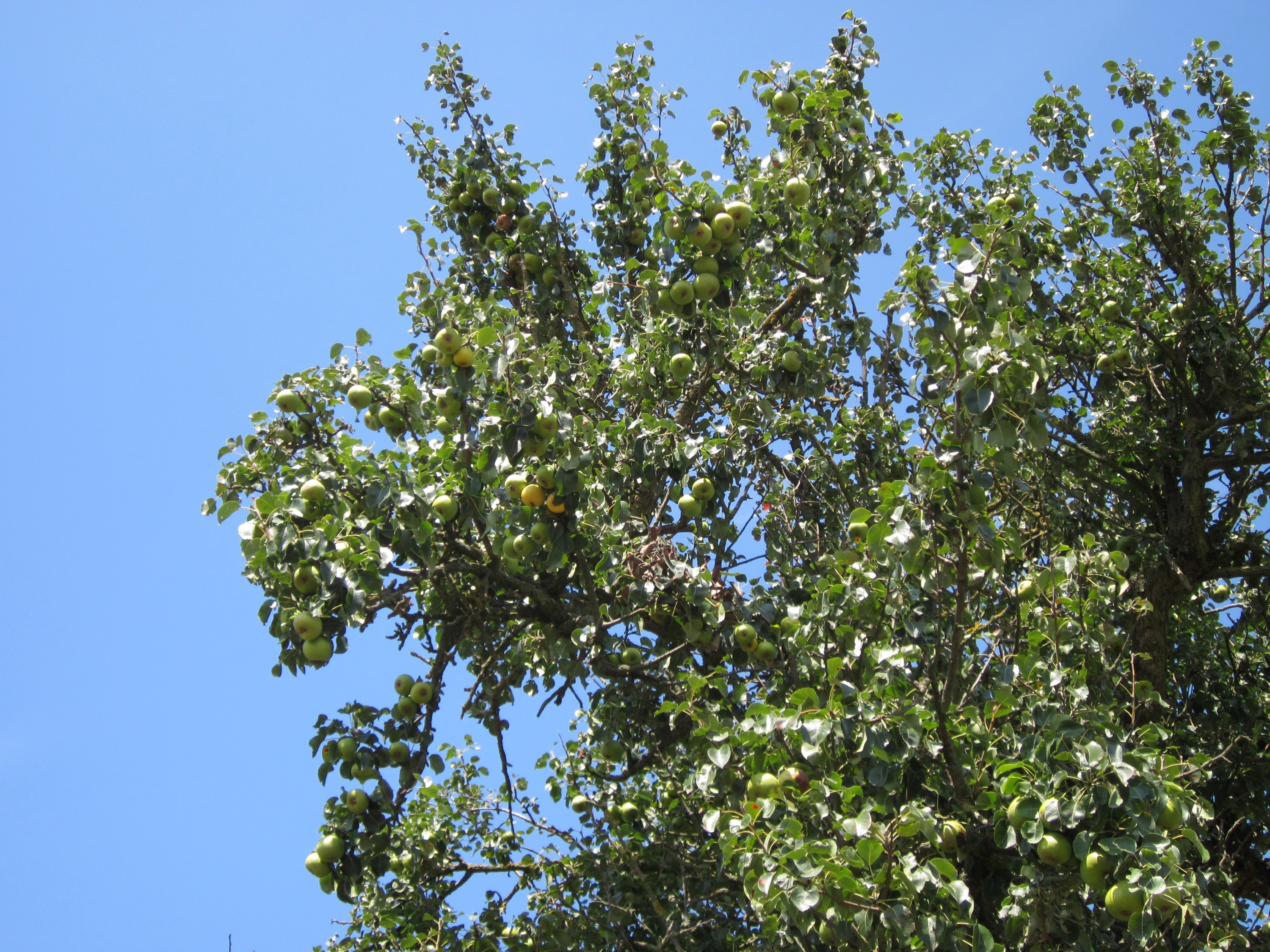
Birnbaum im Mostviertel

Neben Most werden aus den Früchten der Region auch verschiedene Säfte und Obstbrände hergestellt. Die Weinregion Traisental ist bekannt für Grünen Veltliner und Riesling.
Die Initiative „Genuss Region Österreich“ zeichnet gemeinsam mit dem Lebensmittelministerium und dem Agrarmarkt Austria typische Produkte österreichischer Regionen aus. Im Mostviertel werden mehrere Genussregionen beworben: Mostviertler Mostbirn, Mostviertler Schofkas, Mostviertler Biohanf, Pielachtaler Dirndln, Traisentaler Hofkas, Traisentaler Wein, Traisentaler Fruchtsäfte, Dunkelsteiner Hagebutte, Lilienfelder-Voralpen Wild, Ybbstal Forelle sowie die Genussregion Wiesenwienerwald Elsbeere.

### Veranstaltungen
Das ganze Jahr über finden im Mostviertel Feste rund um den Most statt. Am Tag des Mostheiligen Sebastian, dem 20. Jänner, finden jährlich die Mosttaufen statt. Am 19. März, dem Joseftag, wird während der traditionellen Mostwallfahrt der Baronmost „gesegnet“ und zuvor der neue „Primus“ gewählt. Dieser ist im Folgejahr als Sprecher der Mostbarone tätig.
Im Frühling wird die Blütezeit der Birnbäume mit dem „Mostfrühling“ gefeiert, gefolgt von der Erntezeit im Herbst. Im November werden die Jungmoste und die besten Edelbrände während einer Feier rund um den Most verkostet.
Etwas abseits der Moststraße, findet jährlich am letzten Sonntag im April der Tag des Mostes statt, welcher als wichtigster Festtag im Mostfrühling gilt. Gesellige Veranstaltungen wie Ausfahrten, Wanderungen, Mostverkostungen und Most-Frühschoppen finden statt. Beim Salon des Mostes treffen sich österreichische und internationale Mostproduzenten auf der Schallaburg. Ein weiteres kulturelles Highlight, der Weinfrühling bzw. Weinherbst findet regelmäßig von Mitte August bis Ende November an der niederösterreichischen Weinstraße statt. 2019 ist nun auch das Jahr der Mostbirne und zu diesem Anlass finden einige Veranstaltungen wie Buchpräsentationen, Craft-Festivals und diverse Verkostungen statt.
Ende September können bei der Dirndlblütenwanderung und beim Dirndlkirtag im Pielachtal die schönsten Dirndlblüten, die sogenannten Kornelkirschen, am „1.000 Dirndl-Berg“ Gaisbühel oder auf dem Hofberg erkundet werden. Die Elsbeeren werden Anfang Mai mit dem „Tag der Elsbeere“ gefeiert. Diese Früchte gedeihen am besten im östlichen Mostviertel. Zur selben Jahreszeit können im Dunkelsteinerwald Wildrosen- und Hagebutten verkostet werden.

## Weinbau
Das Weinbaugebiet Traisental in der touristischen Region Weinland Traisental südlich der Donau im Bezirk St. Pölten Land ist das jüngste in Österreich und etwa 815 Hektar groß. Das Traisental ist vor allem für seinen Grünen Veltliner und Riesling bekannt.
Einmal jährlich werden am 26. Oktober die Traisentaler Jungweine präsentiert und neben dem Klassiker Veltliner auch andere Weinsorten wie Rivaner, Gelber Muskateller und Cuvées verkostet. Weitere Veranstaltungen zum Thema Wein im Traisental sind der Weinrieden-Wandertag in Reichersdorf, das St. Pöltner Kellergassenfest sowie der Wein-Adventmarkt in der Ahrenberger Kellergasse.

## Sport und Freizeit

### Wanderwege

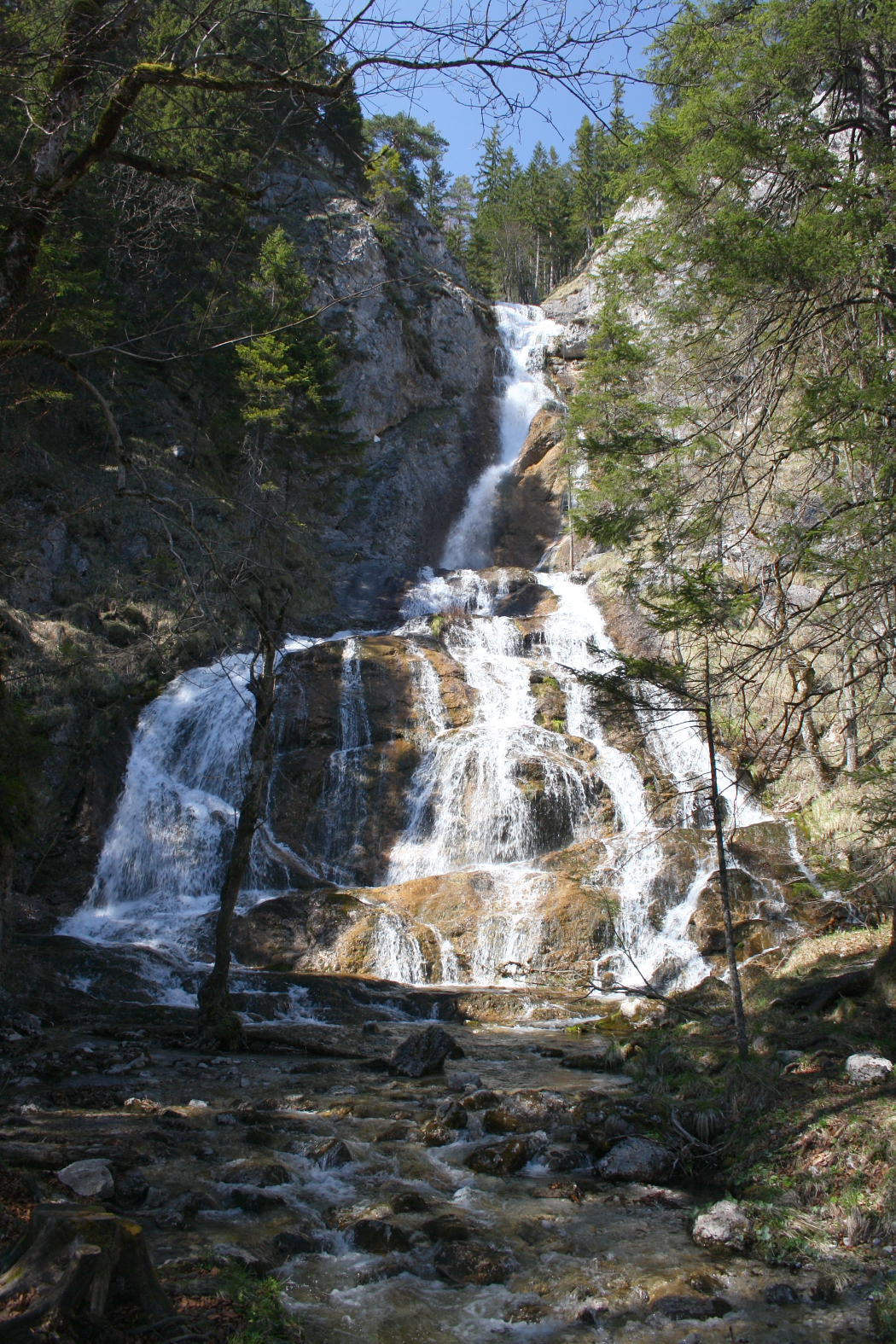
Der Schleierfall am Beginn des Ötschergrabens

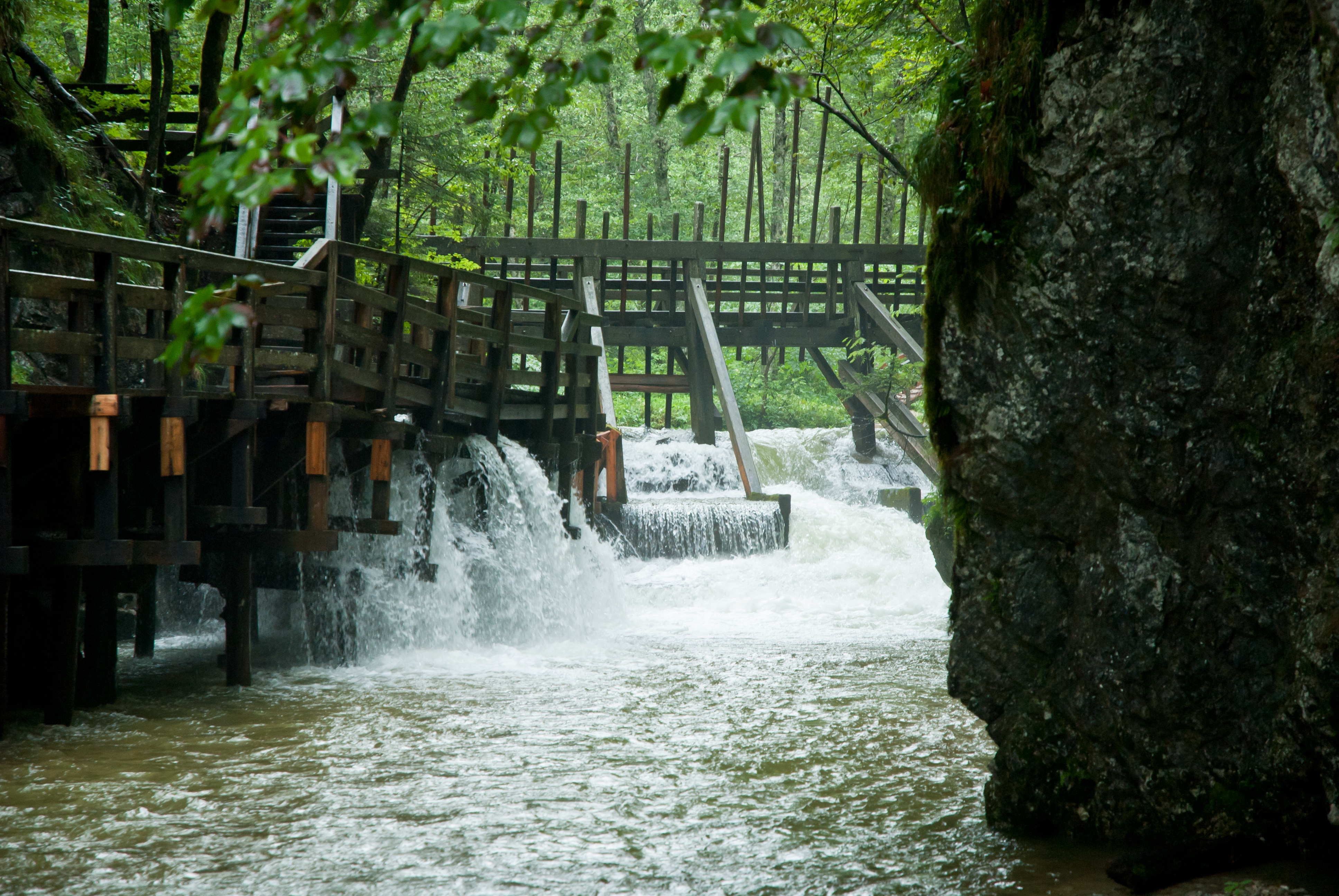
Triftrechen an der Mendling

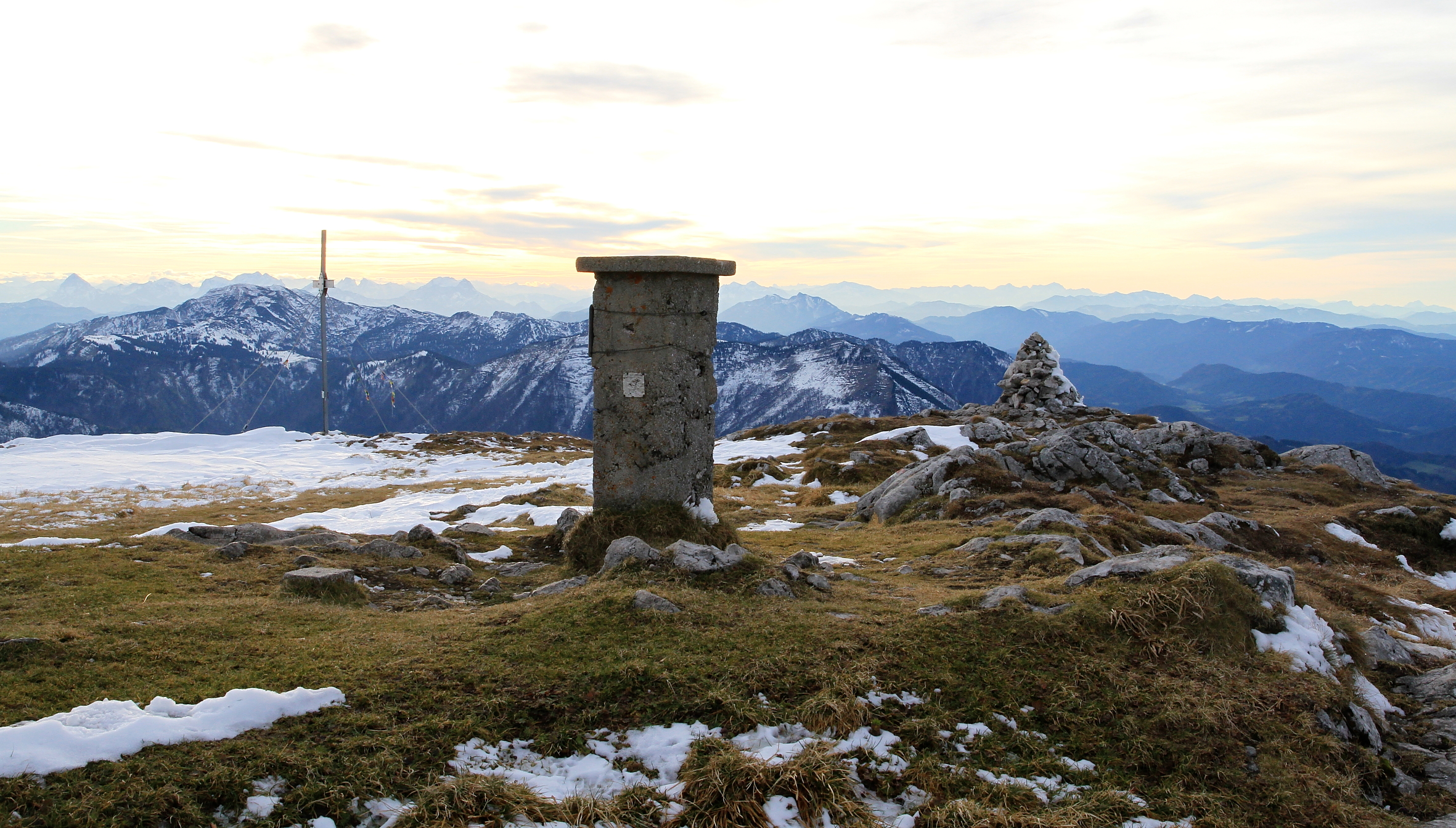
Blick vom Gipfel des Ötschers

Das Mostviertel bietet ein weitläufiges, vielfältiges Wanderwegenetz von über 3.000 km Länge. Die alpine Bergwelt im Süden bietet Gelegenheit für Alm- und Hüttenwanderungen sowie Berg-, Schluchten- und Gipfeltouren. Besondere Aussichten in die sanfthügelige und alpine Landschaft des Mostviertels bieten der Panoramahöhenweg mit dem Sonntagberg und der Pielachtaler Rundwanderweg. Mehr als 100 Wanderwege liegen direkt an der Moststraße und verlaufen durch das sanfte Hügelland im Norden. Darüber hinaus gibt es zahlreiche Themen- und Pilgerwege.
- Die Ötschergräben: Der Wanderweg hat eine Länge von 9,66 km und dauert in etwa drei Stunden. Die Ötschergräben werden auch als „Grand Canyon Österreichs“ bezeichnet und wurden 2011 vom Österreichischen Alpenverein und Österreichs Wanderdörfern zum schönsten Wanderweg Österreichs gewählt[34]. Ausgangspunkt der Wanderung ist das Naturparkzentrum Ötscher-Basis in Wienerbruck. Im Verlauf der Strecke gelangt man über den Lassingfall zum historischen Kraftwerk Wienerbruck am Stierwaschboden. Von dort führt der Weg zur Jausenstation Ötscherhias und weiter zum Schutzhaus Vorderötscher. Die Wanderung passiert drei imposante Wasserfälle: Lassingfall, Mirafall und Schleierfall.[35][36]
- Erlebniswelt Mendlingtal: Der Wanderweg in Göstling an der Ybbs weist eine Länge von drei Kilometern auf und verläuft entlang von Stegen und Waldwegen vorbei an einer Mühle, einem Brotbackhaus und endet in der Jausenstation Herrenhaus. Im Mendlingtal befindet sich die letzte funktionstüchtige Holztriftanlage Mitteleuropas. Schautafeln informieren die Besucher über die Wegstrecke, die die Holzstämme damals zurücklegten.[37]
- Mostviertler Alpintour: Die Alpintour führt in rund 20 Stunden vom Hochkar auf den Dürrenstein zum Ötscher. Alle drei Berge erreichen eine Höhe von etwa 1.800 m und befinden sich im südlichsten Teil Niederösterreichs. Ötscher und Dürrenstein sind durch das Oistal unterbrochen, die Strecke zwischen Dürrenstein und Hochkar ist hingegen durch einen Bergkamm miteinander verbunden. Die Tour ist anspruchsvoll und erfordert Ausdauer und außerordentliche Trittsicherheit.[38]
- Die Bergwanderung zum Dürrenstein in den Ybbstaler Alpen beginnt im Steinbachtal und endet nach einer Strecke von 21 km am Lunzer See. Der höchste Punkt beträgt 1.873 m. Entlang der Strecke bietet sich die Möglichkeit, in der Ybbstalerhütte eine Rast einzulegen. Die Route ist relativ anspruchsvoll und verlangt eine gute Kondition.[39]
- Das Hochkar hat eine Höhe von 1.808 m und befindet sich inmitten der Göstlinger Alpen. Insgesamt stehen einem 157 km markierte Wanderwege zur Verfügung. Zu den bekanntesten Wanderrouten am Hochkar zählen: der Gipfelweg (20 Minuten), die Bergseewanderung (30 Minuten), die Rundwanderungen (zwei bis vier Stunden)[40] und der Alpinweg Hochkar-Dürrenstein-Ötscher (20 Stunden – Beschreibung siehe oben „Mostviertler Alpintour“).
- Von Lackenhof auf den Ötschergipfel: Der Ötscher ist 1.893 m hoch und gehört zu den Ybbstaler Alpen. Mit dem Sessellift gelangt man von Lackenhof zum Ötschergipfel und retour in rund drei Stunden. Für geübte Wanderer bietet die Route über den Rauhen Kamm auf den Ötschergipfel eine der anspruchsvollsten Wanderungen im Mostviertel.[41]
- Von den 10 Großen Österreichischen Weitwanderwegen verlaufen vier durch das Mostviertel: der Voralpenweg 05, der Nord-Süd-Weitwanderweg 05, der Mariazeller Weg 06 und der Eisenwurzenweg 08.
- Die Gemeindealpe hat eine Höhe von 1.626 m und liegt inmitten der Ybbstaler Alpen. Mithilfe moderner Sesselbahnen gelangt man in wenigen Minuten von 800 m auf 1.626 m. Ein Wanderweg führt über den Erlaufursprung und den alten Marmorsteinbruch am Brunnstein von der Westseite auf den Gipfel der Gemeindealpe zum Terzerhaus. Der Gipfelrundweg bietet eindrucksvolle Ausblicke auf den Ötscher und Berglandschaft des Mariazellerlandes.[42]

### Pilgerwege

#### Via Sacra

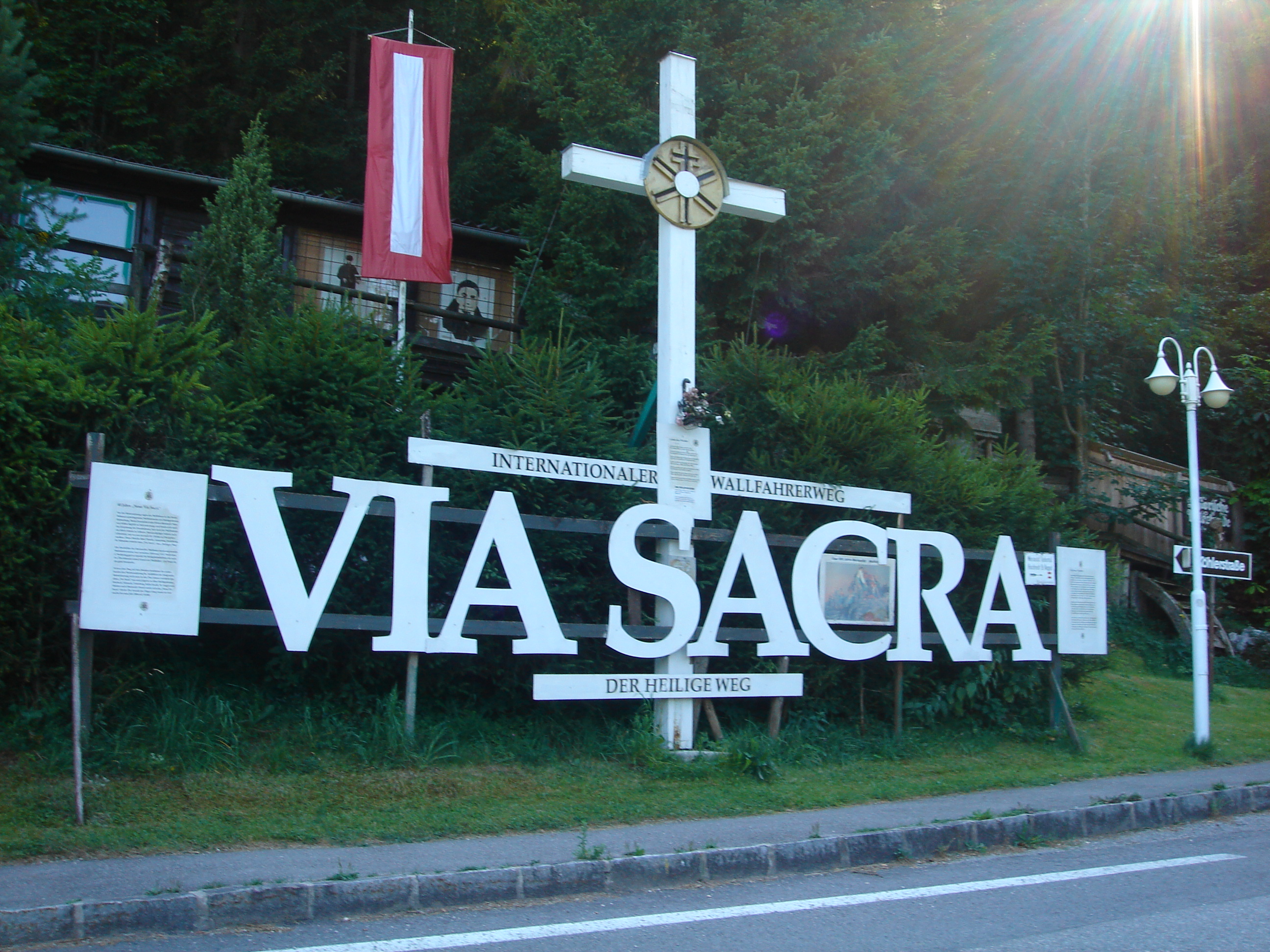
Die Via Sacra in Niederösterreich

Die Via Sacra (Heilige Straße) gilt als ältester Pilgerweg Österreichs und führt von Hinterbrühl bei Wien über Kaumberg und Lilienfeld bis nach Mariazell. Die Strecke kann in vier bis fünf Tagesetappen zurückgelegt werden und hat eine Länge von ca. 125 km. Der Pilgerweg kann in Teilstrecken auch mit dem Mariazeller Autobus befahren werden. Kulturelle Sehenswürdigkeiten entlang der Heiligen Straße sind das Stift Heiligenkreuz, das Kloster Klein-Mariazell und das Stift Lilienfeld sowie die Wallfahrtskirche Annaberg auf dem ersten „Heiligen Berg“ des Ötscherlandes.

#### Der Wiener Wallfahrerweg 06
Der Wiener Wallfahrerweg 06 entstand 1975 durch die Weitwander-Organisation des Alpenvereins als Alternative zur traditionellen Via Sacra. Die Strecke führt von Perchtoldsdorf durch Kaumberg im Wienerwald über Rohr im Gebirge und St. Aegyd am Neuwalde bis nach Mariazell und hat eine Länge von ca. 112 km. Weitere Varianten gibt es zwischen Maria Raisenmarkt und dem Unterberg über Weissenbach, Furth und Muggendorf. Diese Routen berühren landschaftliche Höhepunkte und vermeiden den anstrengenden Aufstieg zwischen Araburg und Kieneck. Der Pilgerweg ist durch gelbe Schilder gekennzeichnet und kann in knapp vier bis fünf Tagesetappen zurückgelegt werden.

#### Weitere Pilgerwege
- Der Pielachtaler Pilgerweg führt von der Landeshauptstadt St. Pölten über Kirchberg und Annaberg nach Mariazell. Die Strecke beträgt 90 km und ist durch rot-gelbe Tafeln markiert. Der Wallfahrerweg kann auch über weite Strecken mit der Mariazellerbahn zurückgelegt werden.[46]
- Der Manker Wallfahrerweg beginnt in St. Pölten und führt über die Gemeinden Ober-Grafendorf, St. Margarethen und Hürm nach Mank. Der Pilgerweg entstand zur Zeit der Pestepidemie im Jahre 1645 und hat eine Gesamtlänge von 31 km.[47]
- Oberösterreichischer Mariazellerweg: Der Ausgangspunkt ist die Wallfahrtskirche am Pöstlingberg bei Linz. Die Route führt südlich zum Stift Sankt Florian, zur Wallfahrtskirche in Christkindl, dann in südöstlicher Himmelsrichtung nach Waidhofen an der Ybbs, Gscheid, Lunz am See (601 m), den Ötscher und die Ötschergräben. Er hat eine Gesamtlänge von etwa 175 km.[48]
- Jakobsweg Mostviertel: Ein Teil des österreichischen Jakobsweges führt durch das Mostviertel. Beginnend beim Stift Melk verläuft er in Richtung Westen entlang der Donau, über den Wallfahrtsort Maria Taferl, Ybbs, Neustadtl und das Stift Ardagger, das Schloss Zeillern, bis nach Wallsee an den Donaustrand.

- Sonntagbergweg: Der Sonntagbergweg verbindet den Wallfahrtsort Maria Taferl mit der barocken Basilika Sonntagberg. Die Strecke ist ca. 94 km lang.[49]

### Radwege

#### Mostviertler Donauradweg
Der Donauradweg ist einer der bekanntesten Radfernwege Österreichs und durchquert die Länder Deutschland, Österreich, Slowakei, Ungarn, Kroatien, Serbien, Bulgarien und Rumänien. Ein Teil der Strecke führt dabei durch das Mostviertel von St. Pantaleon-Erla bis Ybbs an der Donau.

#### Der Traisental-Radweg
Der Traisentalradweg verläuft von Traismauer über St. Pölten und Lilienfeld entlang der Traisen über St. Aegyd bis nach Mariazell und weist eine Länge von etwa 107 km auf. Der Radwanderweg wurde 2007 ins Leben gerufen und 2009 vom ADFC (Allgemeine Deutsche Fahrrad-Club) mit vier Sternen ausgezeichnet.

#### Weitere Radtouren
- Die Triesting-Gölsental-Radtour ist eine der sieben großen Radtouren in Niederösterreich und hat eine Länge von 60 km. Die Strecke verläuft von Leobersdorf bis nach St. Veit an der Gölsen und schließt in Traisen an den Traisental-Radweg an.[50]
- Entlang der Pielach verläuft die Pielachtal-Radtour. Diese beginnt direkt unter der Melker Donaubrücke beim Donauradweg und endet am Bahnhof in Loich im Ortsteil Dobersnigg. Die Strecke ist etwa 51 km lang und dauert im Durchschnitt dreieinhalb Stunden.[51]
- Ybbstal-Radtour: Die Ybbstal Radtour erstreckt sich von Ybbs an der Donau bis Lunz am See und hat eine Länge von 108 km. Der Abschnitt zwischen Amstetten und Waidhofen an der Ybbs eignet sich besonders für Familien-Radtouren.[52]
- Ötscherland-Radtour: Die Ötscherland Radtour beginnt in Pöchlarn, wo sie vom Donauradweg abzweigt und über Wieselburg, Purgstall, Scheibbs, Gaming, Pfaffenschlag und Lunz schließlich nach Lackenhof führt. Die Strecke weist eine Länge von 68 km (ab Pöchlarn) auf und ist, aufgrund ihrer Topographie und dem Verlauf entlang der Erlauf, auch für Familienausflüge geeignet.[53]
- Mostbaron Radtour: Die Mostbaron Radtour führt auf die Spuren der Mostkultur und dabei durch das größte geschlossene Birnbaumgebiet Europas. Sie beginnt in der Gegend um das MostBirnHaus bei Stift Ardagger und führt über Euratsfeld nach Mauer-Öhling und wieder zurück nach Ardagger. Die Wegstrecke beträgt in etwa 110 km und gilt als anspruchsvoll.[54]
- Prima-Pira-Tour: Die Radtour ist nach der Prima Pira benannt, einer Birnensorte, welche von den Mostbaronen der Region zur Brandherstellung verwendet wird. Die Route verläuft in einer Schlaufe von Wallsee über Aschbach-Markt und Seitenstetten Haag wieder zurück zum Ausgangspunkt. Hinweis: die Radroute existiert nicht mehr. Alle Wegschilder wurden entfernt. (Stand: September 2019)[55]

### Mountainbike-Routen
Im Mostviertel gibt es über 60 ausgewiesene Mountainbike-Strecken. Das Streckennetz ist insgesamt 1.350 km lang und überwindet 26.000 Höhenmeter. Die einzelnen Routen unterscheiden sich in der Streckenlänge, Höhenmeterdifferenz und Beschaffenheit des Untergrunds. Die Bellevue Strecke beispielsweise verläuft rund um Waidhofen, Ybbsitz und den Sonntagberg. Die Tour ist für Einsteiger geeignet und weist eine Länge von 42,6 km auf. Ein weiteres Highlight stellt die Sonnbrandalmtour in Hollenstein an der Ybbs da, eine anspruchsvolle Tour auf welcher zahlreiche Höhenmeter zurückzulegen sind. Andere bekannte Mountainbike-Strecken im Mostviertel sind z. B. die Ötscher-Trekking-Runde und die Dirndltal- bzw. Traisen-Golsental-XL-Tour.

### Skigebiete

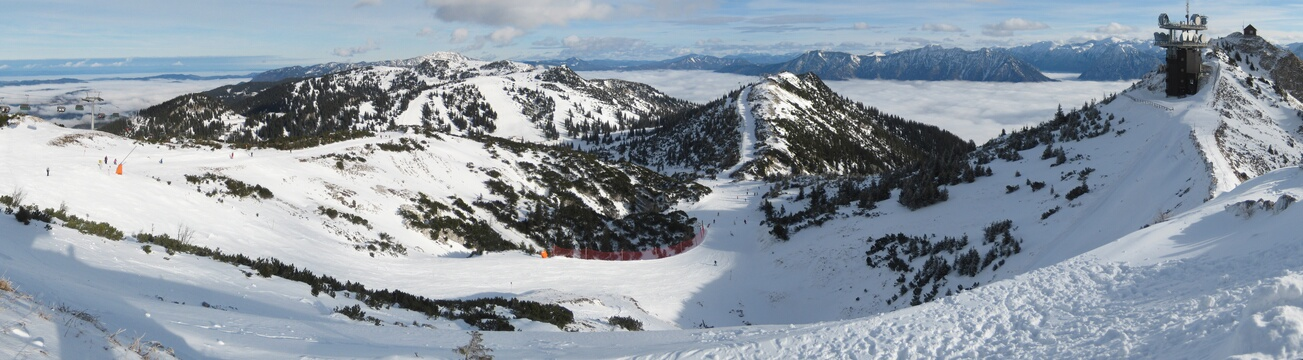
Panoramablick am Hochkar

- Göstling-Hochkar: Das Hochkar befindet sich in den Göstlinger Alpen und ist das größte und schneesicherste Skigebiet in Niederösterreich. Das Wintersportareal verfügt über 19 km Pistenabfahrten und insgesamt acht Skilifte.
- Lackenhof am Ötscher: Das Ötscherdorf Lackenhof befindet sich in unmittelbarer Nähe zur Piste und verfügt über 19 km Pistenabfahrten sowie neun Liftanlagen.[59]
- Annaberg: Das Skigebiet liegt im Bezirk Lilienfeld in Niederösterreich und verfügt über 20 km Pistenabfahrten mit insgesamt neun Liftanlagen. Für Familien und Ski-Einsteiger gibt es leichte Abfahrten im Bereich der Reidl-Lifte, routinierte Fahrer können auf FIS-taugliche Hänge und Buckelpisten ausweichen.[60]
- Gemeindealpe Mitterbach: Das Skigebiet liegt in den niederösterreichischen Kalkalpen in Mitterbach am Erlaufsee und verfügt über 15 km Abfahrten mit insgesamt vier Liftanlagen. Die Gemeindealpe verfügt außerdem über FIS-taugliche Hänge, ein Freeride-Gelände sowie einen Snowpark. Für Skitourengeher stehen zwei ausgeschilderte Routen in unterschiedlichen Schwierigkeitsgraden zur Verfügung.[61]
- Weitere Skigebiete sind: Maiszinkenk bei Lunz am See (4,5 km Pisten, zwei Lifte); Forsteralm, (18 km Pisten, acht Lifte); Königsberg-Hollenstein (14 km Pisten, sechs Lifte), St. Aegyd/Neuwalde (2 km Pisten, zwei Lifte), Puchenstuben (drei Lifte), Muckenkogel – Skitourenberg (ein Sessellift)

### Langlaufen
- Nordisches Zentrum St. Aegyd: Das Langlaufgebiet erstreckt sich zwischen der Marktgemeinde Traisen und Mariazell. Die Gegend verfügt über rund 80 km Loipen bis über 1.000 m Seehöhe. Das Gebiet ist mit sechs Langlaufbereichen und insgesamt 15 Loipen ausgestattet.[62][63]
- Langlaufzentrum Hochreit in Göstling-Hochkar: Das Langlaufzentrum liegt zwischen Hochkar und Dürrenstein auf etwa 900 m Seehöhe. Das Gebiet verfügt über insgesamt sechs Loipen in einer Länge von zwei bis sieben Kilometern.[64]
- Langlaufzentrum Turmkogel Puchenstuben: Das Langlaufzentrum befindet sich im Gebiet der Gemeinde Puchenstuben auf etwa 1.250 m Seehöhe. Es verfügt über etwa 27 km Loipen und ist zudem mit einer 5 km langen Loipe nur für Skater ausgestattet.[65][66]
- Lackenhof am Ötscher: Das Langlaufgebiet verfügt über ein Loipennetz von rund 21 km, davon sind 7,5 km auch für Skater gespurt. Insgesamt gibt es sechs Langlaufloipen: die Gmoa-Loipe (5 km), die Eselweg-Loipe (2,5 km), die Weitental-Loipe (1 km), die Radlweg-Loipe (4 km), die Sonnenhof-Loipe (2 km) und die Mandelboden-Loipe (2,5 km).[67][68]
- Annaberg: Das Langlaufgebiet verfügt über zwei Loipen, die Annaberg-Loipe (ca. 7 km) und die Lassingtal-Loipe (ca. 11 km). Beide Loipen sind sowohl klassisch als auch für Skater gespurt.[69]
- Mitterbach am Erlaufsee: Die Erlaufloipe ist 3,5 km lang und über eine Verbindungsloipe mit den Loipen in St. Sebastian verbunden. Für Rennveranstaltungen wird eine zusätzliche Loipe am Moarhof, die Kapschloipe (5 km), gespurt.[70]
- Langlaufzentrum Prolling Ybbsitz: Das Langlaufzentrum verfügt über eine klassische Loipe (9 km) und eine Skating-Loipe (9 km). Die Langlaufgebiet Prolling wurde vor circa 20 Jahren von einer Interessensgemeinschaft angrenzender Landwirte und Bewohner ins Leben gerufen und wird vom Skiclub Ybbsitz unterstützt.[71]

## Kultur
Das Kulturangebot des Mostviertels reicht von Musikveranstaltungen und Theater bis hin zu Museen und Handwerkskunst. Viele Veranstaltungen finden an besonderen Schauplätzen in der Natur oder in historischen Gebäuden wie Schmieden, Schlössern oder Klöstern statt.

### Museen und Ausstellungen

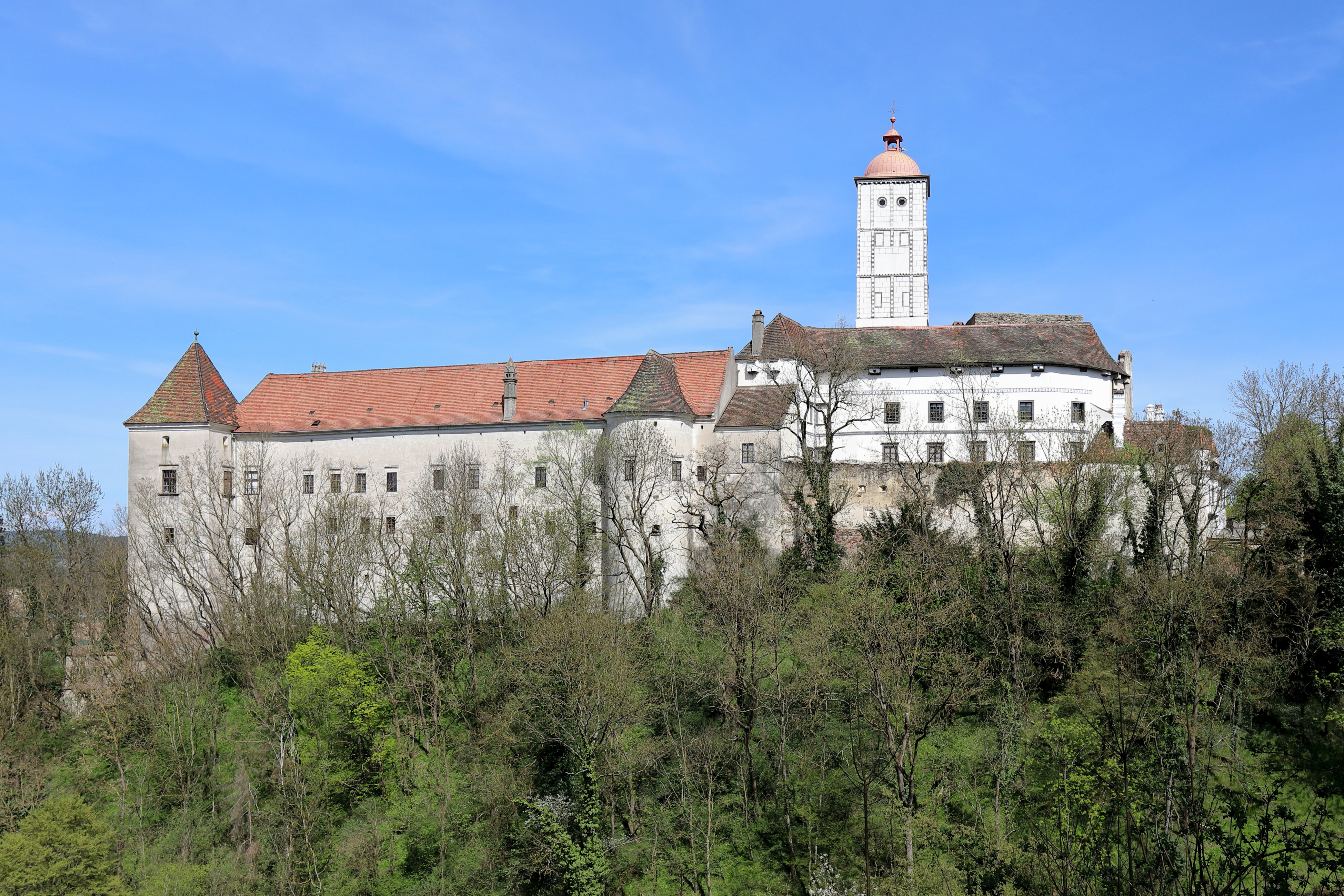
Schloss Schallaburg mit jährlich wechselnden Dauerausstellungen

- Schallaburg: Das Schloss aus der Zeit der Renaissance zeigt mit jährlich wechselnden Ausstellungen Geschichte innerhalb einer gut erhaltenen Wohnburg aus dem Mittelalter. Bedeutend für das Schloss sind der kunstvolle Herrensitz mit Terrakotta-Arkaden sowie der Renaissance-Ziergarten. Die Schallaburg befindet sich im Mostviertel in der Gemeinde Schollach.[72]
- Stadtmuseum St. Pölten: Im Zentrum der Altstadt von St. Pölten befindet sich das im November 2007 neu eröffnete Stadtmuseum. Das Haus verfügt neben einer archäologischen Abteilung, über eine Sammlung ur- und frühgeschichtlicher Objekte, Exponate aus der römischen Zeit der Stadt sowie eine Jugendstilabteilung. Archäologie, Stadtgeschichte und Jugendstil bilden die Basis des Museums.[73]
- Keramikmuseum Scheibbs: Im Gründergebäude der Scheibbser Keramik, einem ehemaligen Hammerwerk, befinden sich 2000 Keramikobjekte aus Jugendstil und Art déco sowie expressive Kunstkeramik der Tonindustrie Scheibbs aus den Jahren 1923 bis 1933 und der Scheibbser Keramik seit 1937.[74]
- Ostarrichi Kulturhof: Die Ausstellung beginnt 996 mit der Ostarrichi-Urkunde und bietet mit Hilfe von Karten und Bildern einen Überblick der österreichischen Geschichte. Das Museum befindet sich in Neuhofen/Ybbs.[75]
- Museum Niederösterreich: Das sich in St. Pölten befindliche Museum besteht aus einem Geschichte-, einem Natur- sowie einem Kunstbereich. Jeder dieser Bereiche hat Niederösterreich zum Schwerpunkt.[76]
- Mostviertler Bauernmuseum: Das Museum befindet sich in Amstetten und beinhaltet eine private volkstümliche Sammlung mit über 18.000 Exponaten.[77]
- Geschirr-Museum Wilhelmsburg: Im ehemaligen Fabrikgebäude findet sich das Geschirr-Museum, welches über eine vollständige Sammlung des „Lilien-Porzellan“ Tafelgeschirrs verfügt.[78]
- Familienmuseum 5e (Fünf Elemente): Die Ausstellung im Rotschildschloss in Waidhofen an der Ybbs widmet sich den fünf Elementen Wasser, Holz, Feuer, Erde und Metall.[79]
- FeRRUM Ybbsitz: Angefangen bei der Ur- und Frühgeschichte bis hin zur Gegenwart wird die Geschichte der Eisenwurzen erzählt. Zudem gibt es im zehn Meter hohen, barocken Dachstuhl Installationen, welche die Themen Eisen und Metall aufgreifen.[80]
- Urzeitmuseum: Das Museum in Nußdorf ob der Traisen beschäftigt sich mit den verschiedenen Epochen der Urzeit, von der Steinzeit bis zur Eisenzeit. Museumsbesucher können in einem Quiz ihr archäologisches Wissen testen.[81]
- Museum Historischer Bierkrüge: Das Museum in Hainfeld, das einzige seiner Art in Österreich, beherbergt rund 350 Krüge, aus der Zeit von 1500 bis 1950.[82]
- Hainfeld Museum: Museum der Stadt Hainfeld. Ein Raum ist dabei dem Hainfelder Einigungsparteitag gewidmet, bei dem es Viktor Adler hier zur Jahreswende 1888/89 gelang, die Sozialdemokratische Arbeiterpartei Österreichs (SDAP) zu einigen.[83]

### Eisenstraße Niederösterreich
Die Eisenstraße Niederösterreich (früher Kulturpark Eisenstraße) bezeichnet ein regionales Projekt im Gebiet des südlichen Mostviertels, wo sich die niederösterreichische Eisenwurzen befindet. Die Montanhistorie bildet den Schwerpunkt der Eisenstraße Niederösterreich: Alte Hammerherrenhäuser, authentische Schmieden und künstlerische Metallobjekte im öffentlichen Raum ziehen eine regelrechte Metallspur durch die Region. Die Eisenstraße ist auch Schauplatz moderner Veranstaltungen.
Seit dem Mittelalter wurde der Erzberg in Eisenerz für die Gewinnung von Eisen herangezogen. Der Transportweg ging vom Erzberg aus und verlief entlang der Steirisch/Niederösterreichischen Eisenstraße. Das kostbare Gut wurde verkauft und getauscht. Auf diese Weise konnten neu erworbenen Waren wieder zurück ins steirische Eisenerz gelangen. An den alpinen Flüssen an der Ybbs und Erlauf findet man auch heute noch zahlreiche Hämmer und Mühlen, die für die Verarbeitung des Eisens benötigt wurden. Für die Funktionstüchtigkeit der Mühlen wurde Holzkohle benötigt. Aus diesem Grund wurde das Holz naheliegender Wälder verarbeitet und für die Produktion von Holzkohle verwendet.
Der Eisenerzabbau am steirischen Erzberg begann ab dem 12. Jahrhundert. Waidhofen an der Ybbs und Scheibbs an der Erlauf entwickelten sich aufgrund der günstigen Lage rasch zu den bedeutendsten Eisenhandelsstädten der damaligen Zeit. Im 14. und 15. Jahrhundert waren in Waidhofen an die 200 Schmiedebetriebe aktiv. Die Eisenwaren wurden nicht nur im Habsburgerreich vertrieben, sondern auch nach Venedig und in den vorderen Orient exportiert. Auf diese Zeit geht auch der einstige waidhofner Wahlspruch Ferrum chalybsque urbis nutrimenta („Eisen und Stahl ernähren die Stadt“) zurück.

### Handwerk und Brauchtum

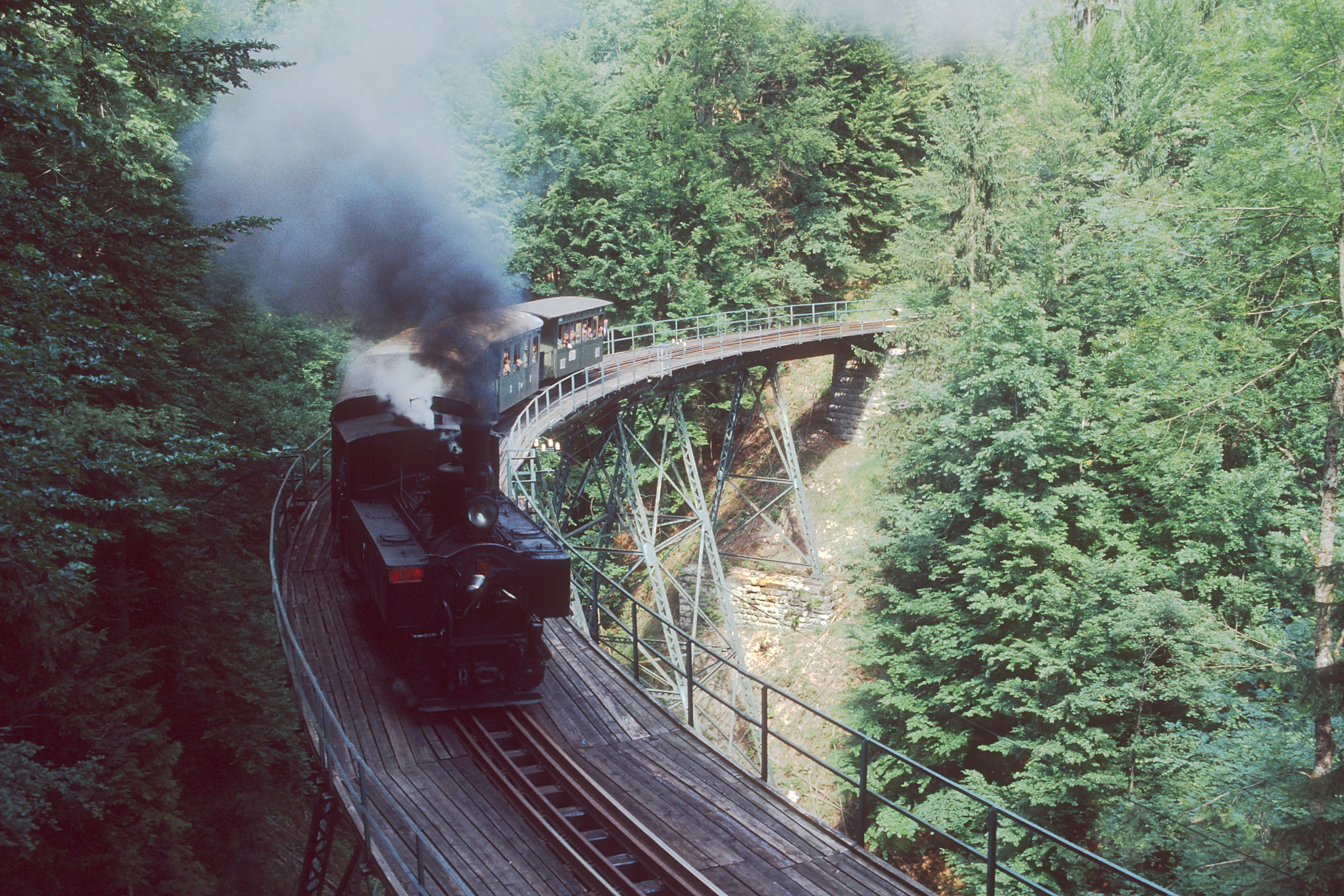
Ybbstalbahn Wetterbachbrücke 1996

Mehrere Initiativen und Unternehmen im Mostviertel haben das Ziel, kulturelles Gut und Traditionen zu erhalten:
- Einige regionale Betriebe haben sich zu den Mostbaronen zusammengeschlossen und wollen damit die Mostkultur am Leben erhalten und weiter vorantreiben.[86]
- Die Schmiedemeile Ybbsitz erzählt anhand von acht Meilensteinen den Alltag in der Schmiede. Der drei Kilometer lange Erlebnisweg führt zu den Hammerwerken der Region. Dazu gehören der Fahrngruber Hammer, das Hammerwerk Eybl mit Künstlerwerkstatt, der Strunz-Hammer und der Einöd-Hammer.[87]
- In der Backerlebniswelt Haubiversum in Petzenkirchen können Besucher hinter die Kulissen eines Bäckereibetriebes schauen.[88]
- Riess-Geschirr: Das Familienunternehmen Riess betreibt die einzige österreichische Emaille-Manufaktur in Ybbsitz, in der hochwertiges Kochgeschirr, Emaille-Schilder und Industriekomponenten produziert werden. Die Wurzeln des Unternehmens liegen im Jahr 1550, als die ursprüngliche Pfannenschmiede in Ybbsitz gegründet wurde. 1922 startete die Produktion von Emaille-Kochgeschirr.[89]
- Im Mostviertel sind zahlreiche Brauereien beheimatet: Von regional verwurzelten, traditionellen Privatbrauereien bis hin zu Wirtshausbrauereien, die ihr eigenes Bier ausschenken. Zu den bekanntesten Brauereien zählen die Privatbrauerei Fritz Egger, die Brauerei Wieselburg und die Brauerei Hainfeld.[90]

### Veranstaltungen
Die niederösterreichische Landeshauptstadt St. Pölten ist regelmäßig Schauplatz von klassischen und modernen Festivals. Zu den wichtigsten Kultureinrichtungen zählen das moderne Festspielhaus und das Museum Niederösterreich.
Um die Weihnachtszeit locken vor allem die Christkindlmärkte Besucher ins Mostviertel, aber auch unter dem Jahr finden zahlreiche Veranstaltungen statt.
Im Traisentaler Kultur- und Weinherbst steht der Wein im Mittelpunkt. Ebenfalls ein kulinarisches Highlight sind die Dirndln aus dem Pielachtal, welche besonders im September beim Dirndlkirtag gefeiert werden.
Weitere kulturelle Highlight sind das wellenklaenge Festival in Lunz am See, der Theatersommer in Haag, die Gipfelklaenge, das Chopinfest in der Kartause Gaming und das Barockfestival in St. Pölten.

## Architektur

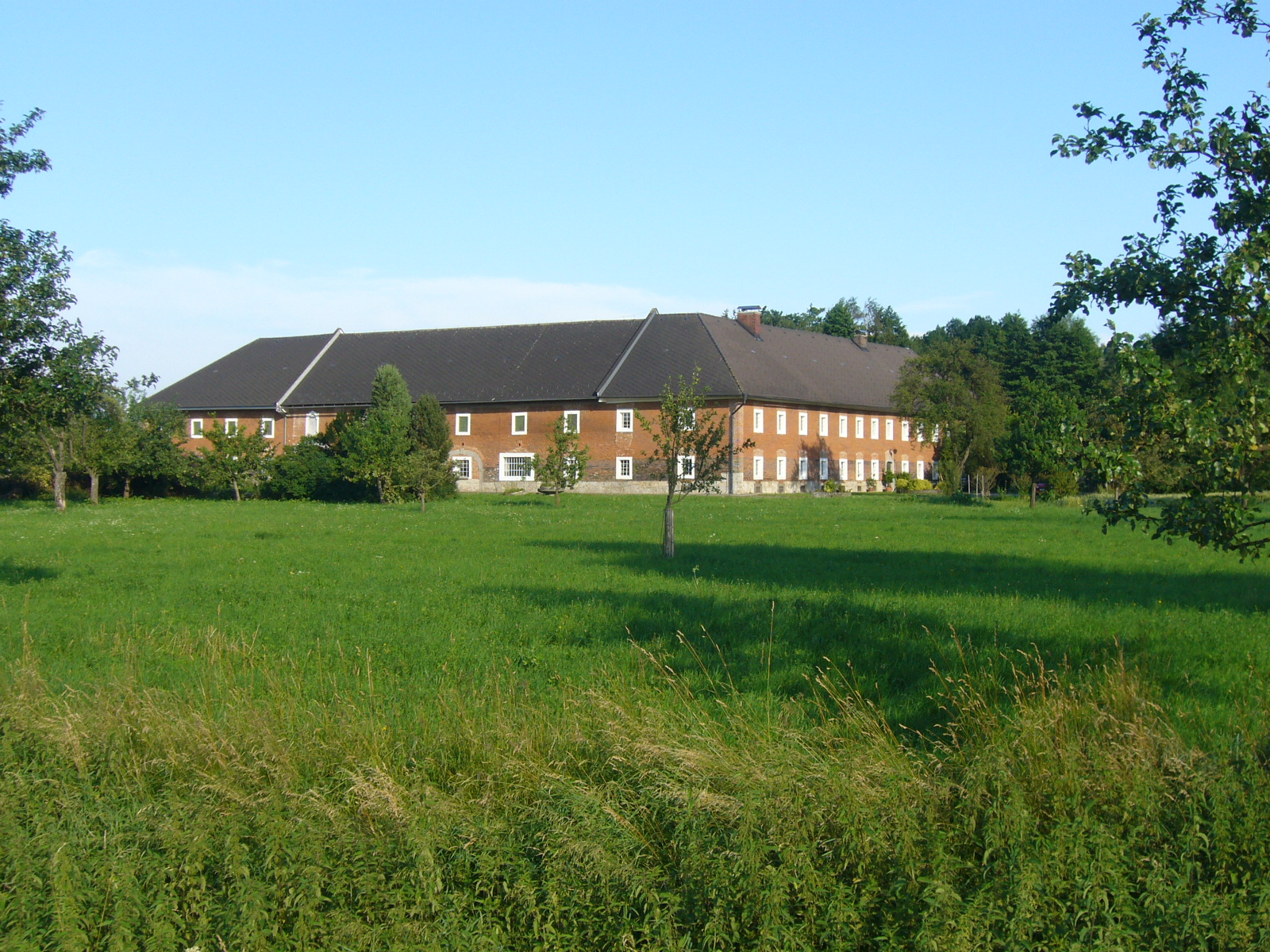
Vierkanter im westlichen Mostviertel

Die Architektur im Mostviertel wird im Wesentlichen durch ländliche Bauformen bestimmt, deren wichtigstes Merkmal der Vierkanter ist. Dazu kommt ein relativ steiles Dach, meistens Walm- oder Krüppelwalmdach, in der Eisenwurzen auch Satteldach. Durch die steile Dachform entsteht ein Verhältnis von Dachhöhe zu ein- oder zweigeschoßigen Wandhöhen von meistens annähernd 1:1, d. h. das Dach ist meistens fast so hoch wie die darunter liegenden Geschoße. Dadurch entsteht der Eindruck von Behäbigkeit, aber auch Schutz und Wärme. Steildächer sind normalerweise durch schneereiche Winter bedingt, da eine zu große Schneelast auf den Dächern diese zum Einstürzen bringen würde.
Besonders in der Richtung Eisenwurzen (Bezirk Scheibbs, Waidhofen an der Ybbs, südlicher Teil Bezirk Amstetten) wird der Vierkanter von so genannten Doppel-T-Höfen abgelöst.
Neben dem Vierkant- und Vierseithof gibt es immer auch noch in der Region um Ybbsitz den Doppel-T-Hof sowie, in den Gebieten der alpin geprägten Eisenwurzen, die althergebrachten Haufen- und Paarhöfe.

### Stifte und Klöster

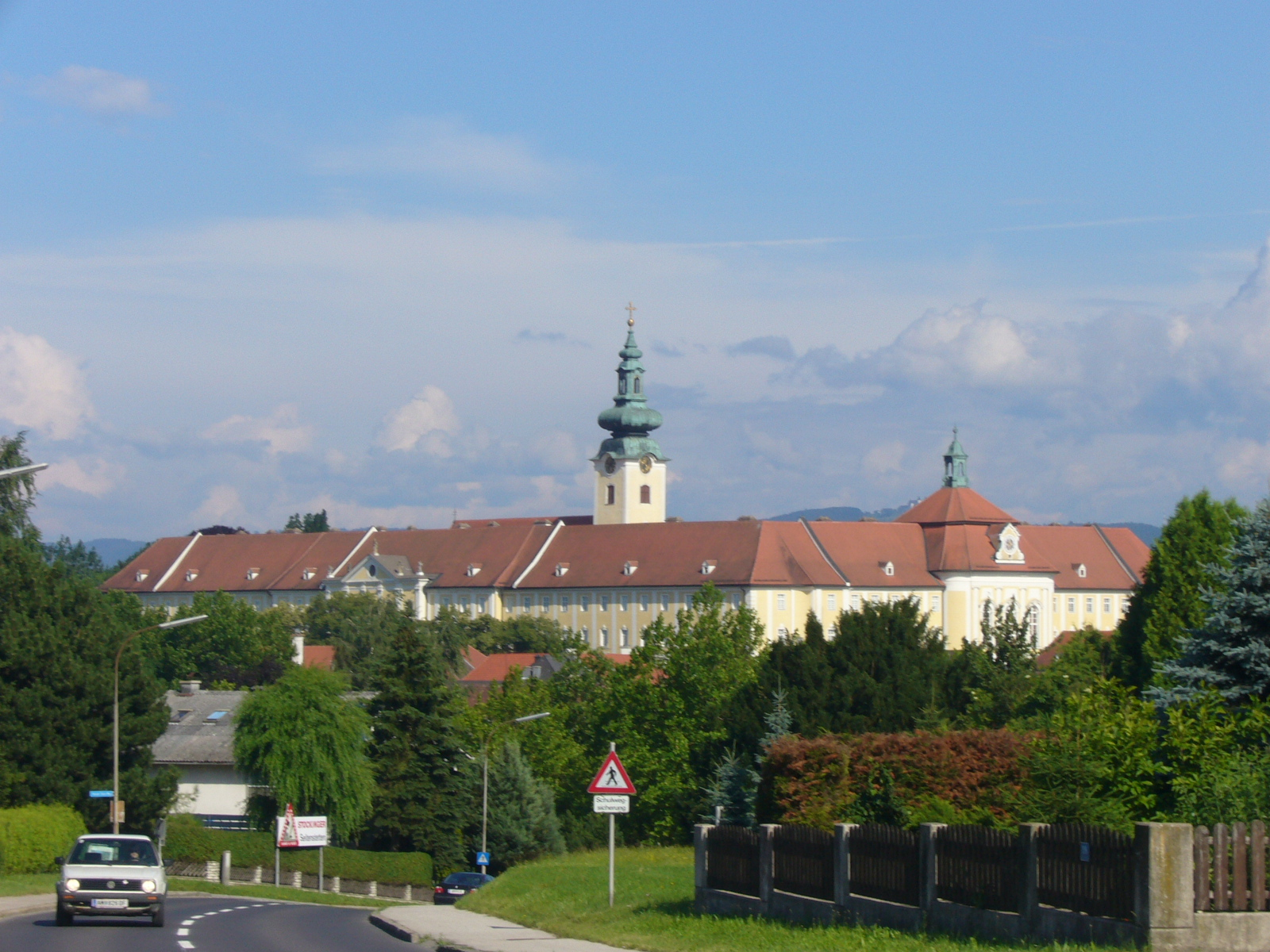
Stift Seitenstetten, der „Vierkanter Gottes“

- Stift Melk
- Stift Lilienfeld
- Stift Seitenstetten
- Stift Herzogenburg
- Stift Göttweig
- Kartause Gaming

### Burgen und Schlösser
- Araburg (Kaumberg)
- Burgruine Hohenberg
- Burgruine Hohenegg
- Burg Plankenstein
- Burg Reinsberg
- Schloss Achleiten bei Limbach
- Schloss Erla
- Schloss Ernegg (Steinakirchen am Forst)
- Schloss Fridau
- Schloss Kreisbach (Wilhelmsburg)
- Schloss Petzenkirchen
- Schloss Rothschild (Waidhofen an der Ybbs)
- Schloss Salaberg (Stadt Haag)
- Renaissance-Schloss Schallaburg (Schollach)
- Schloss Scheibbs
- Schloss Seisenegg (Viehdorf)
- Schloss Senftenegg
- Schloss St. Peter in der Au
- Schloss Sitzenberg-Reidling
- Schloss Stiebar (Gresten)
- Schloss Traismauer
- Schloss Ulmerfeld (Amstetten)
- Schloss Walpersdorf
- Schloss Wasserburg (St. Pölten)
- Schloss Wolfpassing
- Schloss Zeillern
- Schloss Zell (Waidhofen an der Ybbs)

### Kirchenbau
Das Mostviertel ist eine in sich geschlossene Kernzone des österreichischen Barock, Mostviertler Kirchen sind überwiegend spätgotisch errichtet und barockisiert, die Bauform der dreischiffigen Hallenkirche oder seltener die Basilika sind typisch. Die Wallfahrtskirche und Basilika Sonntagberg ist ein Glanzstück des Barocks und geistliches Zentrum des Mostviertel. In manchen Fällen ist der Chor, in Form einer einfachen Apsis, erhöhter als der Kirchenraum, wie in Amstetten, Eisenreichdornach (Gemeinde Amstetten), Krenstetten (Gemeinde Aschbach-Markt). Sie weisen dieselbe Charakteristik wie die Vierkanter auf, Steildach und trutziger Kirchturm, typischerweise mit barocker Zwiebelhaube und Laterne. Manchmal weisen sie neben der mechanischen Uhr auch eine Sonnenuhr auf.

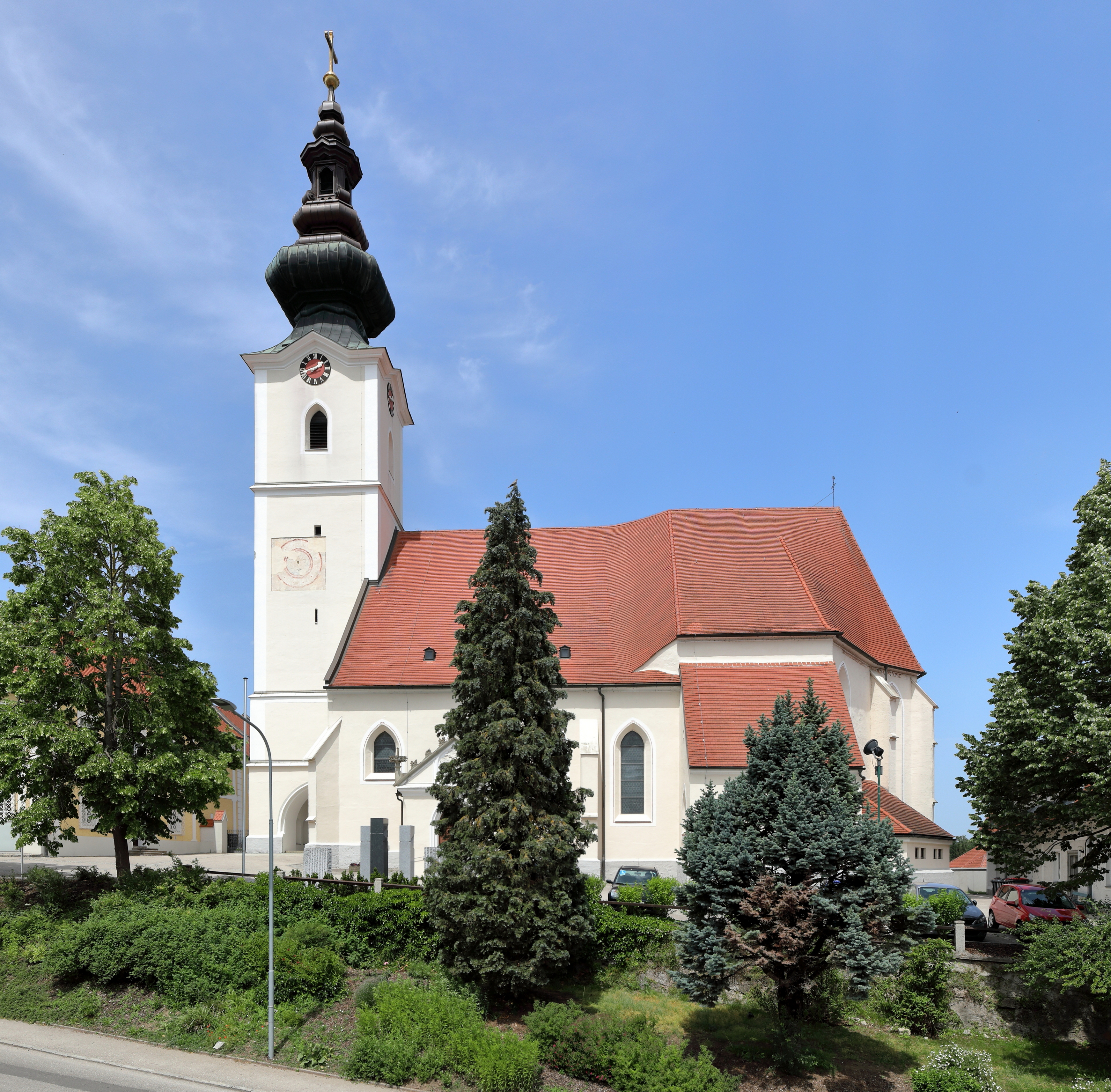
Pfarrkirche hl. Martin in Aschbach-Markt
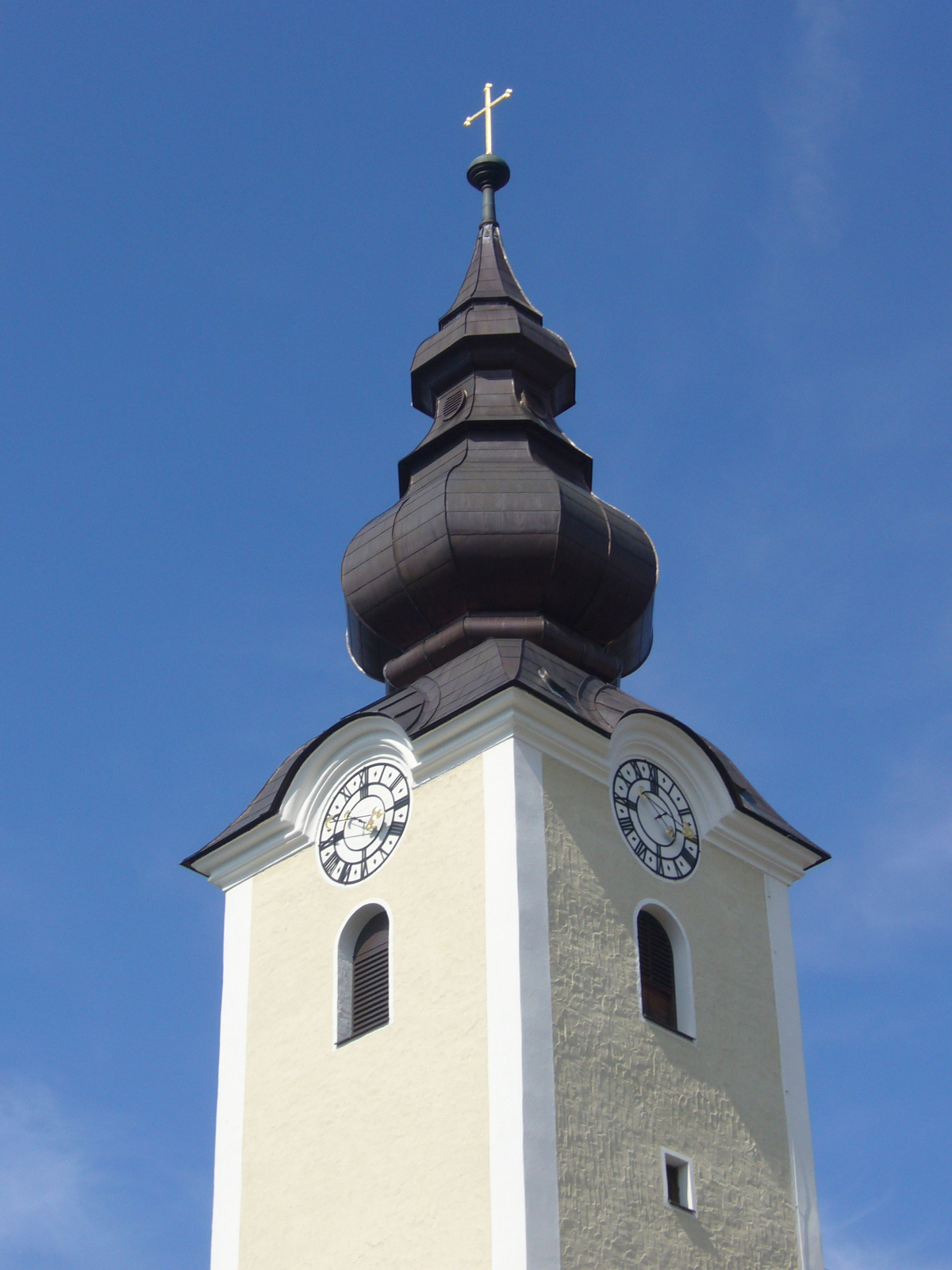
Turm Pfarrkirche Biberbach
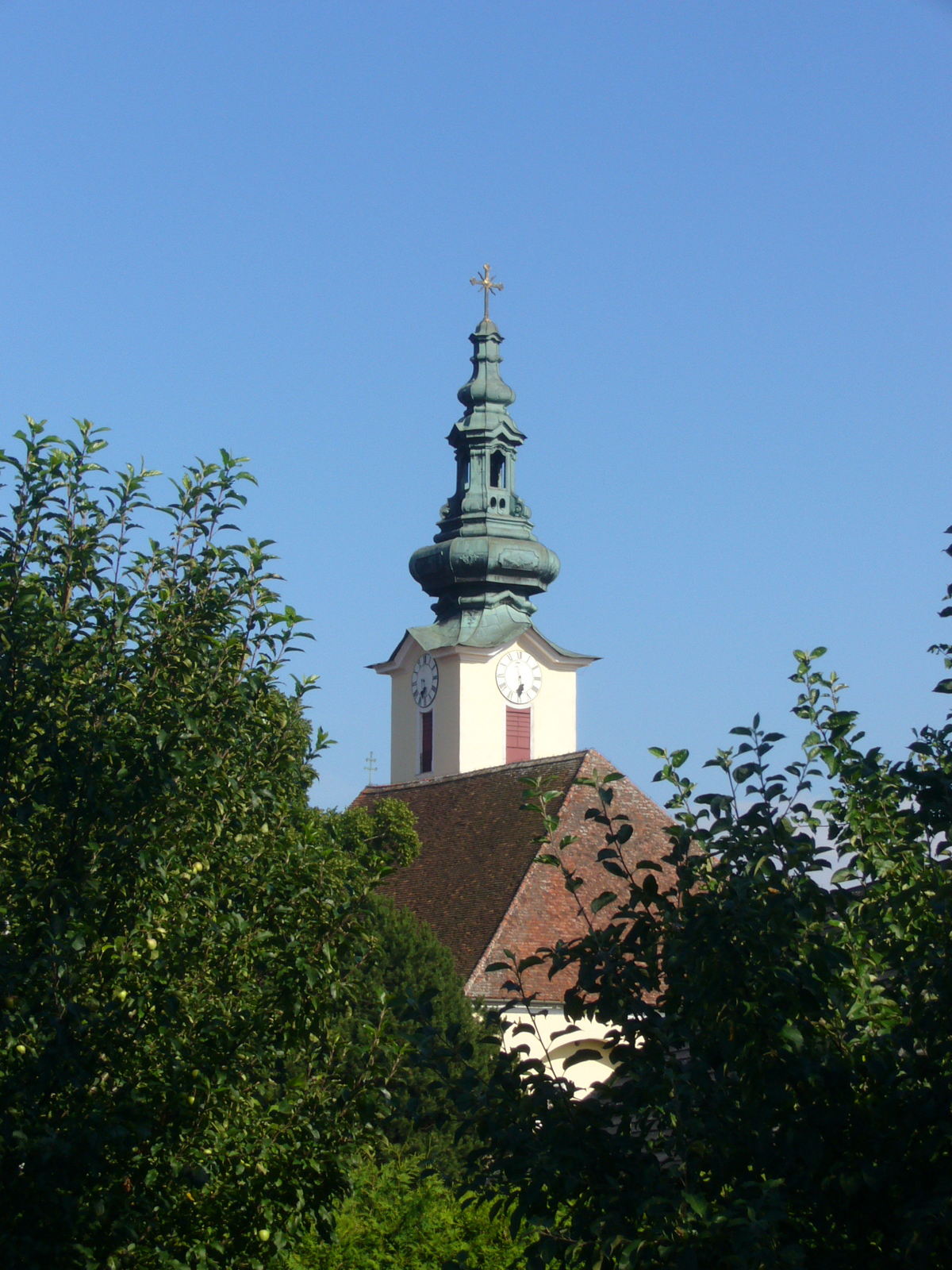
Turm Pfarrkirche St. Peter/Au
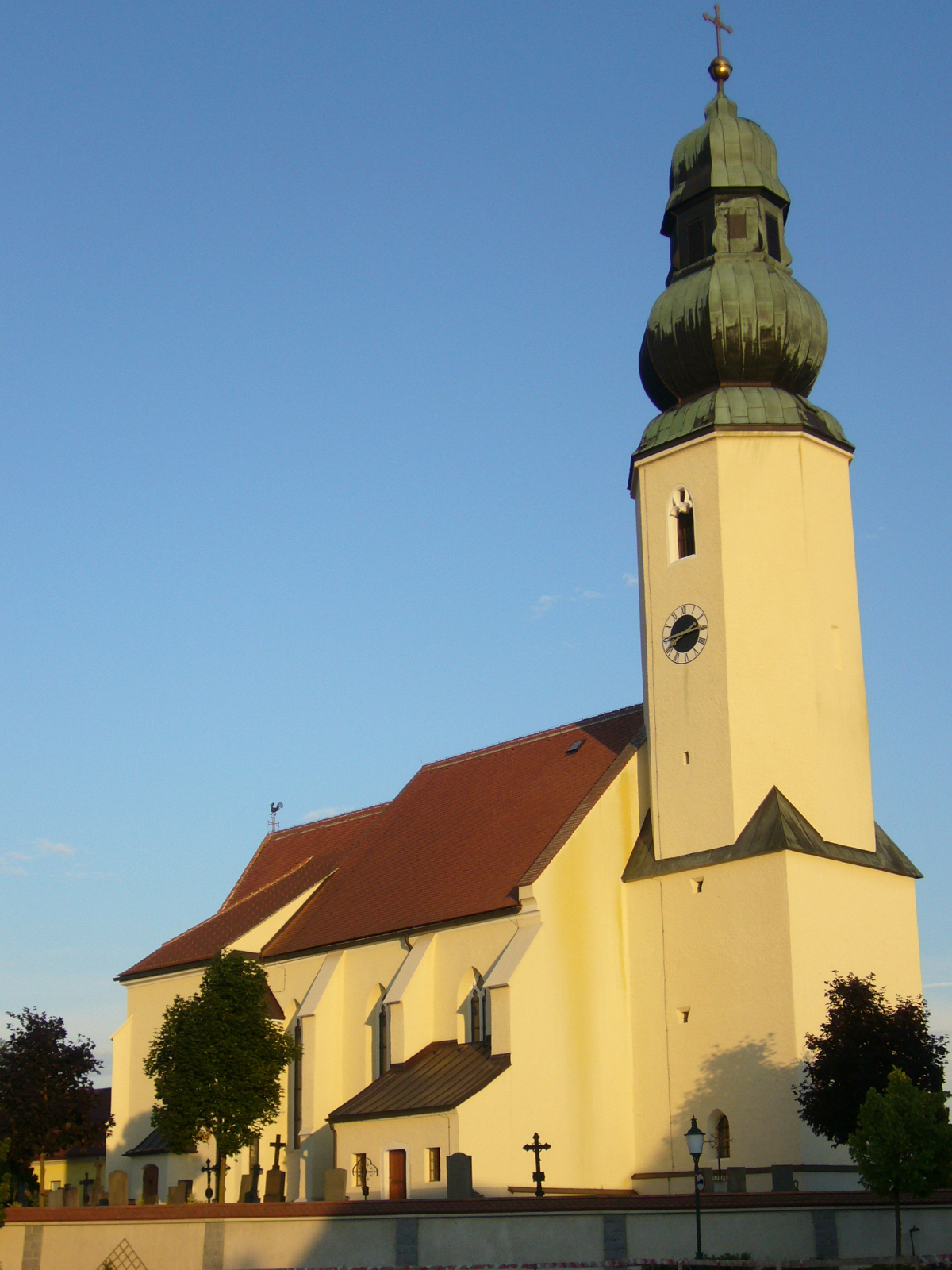
Turm Pfarrkirche Wolfsbach
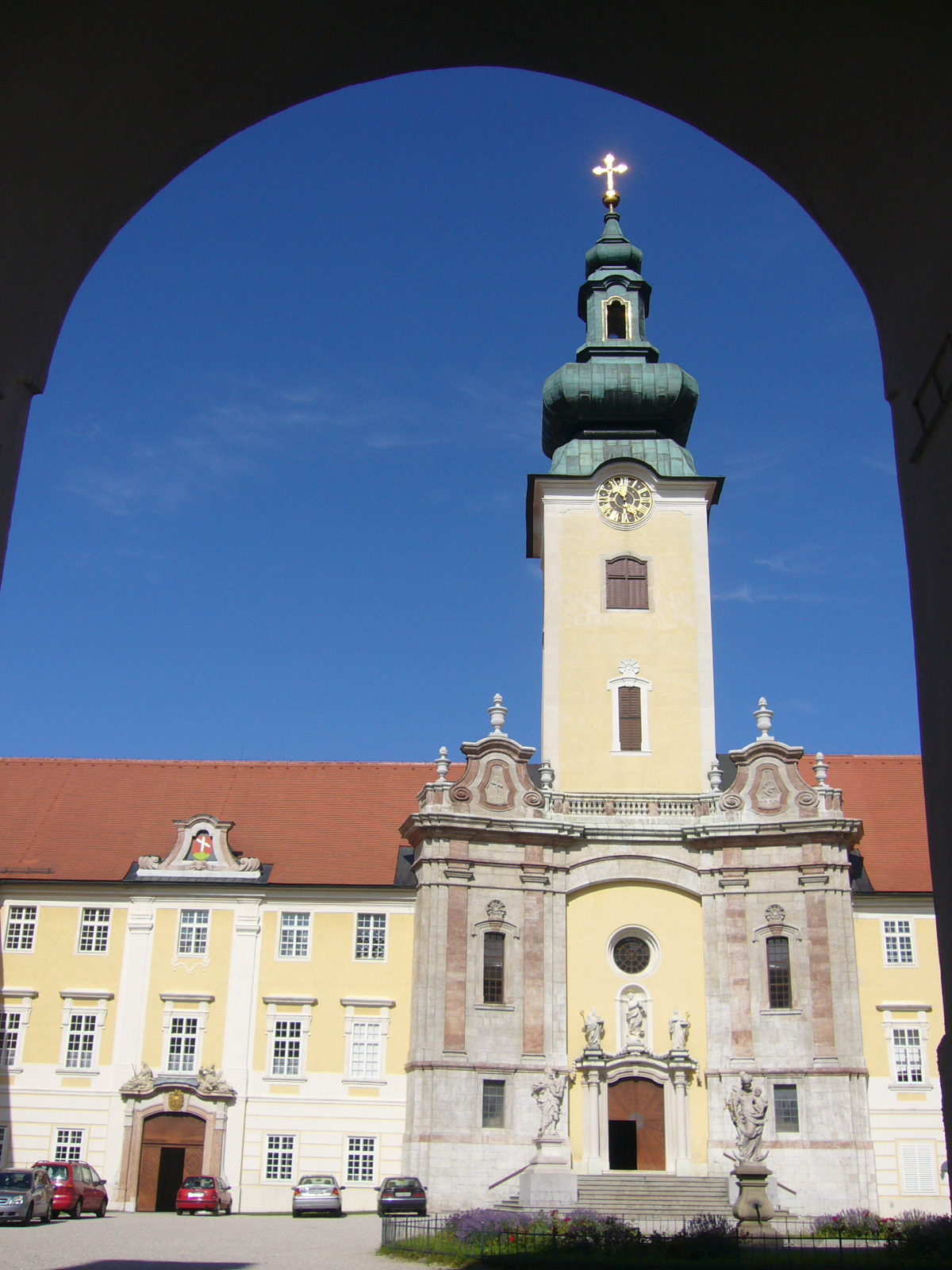
Turm Stiftskirche Seitenstetten
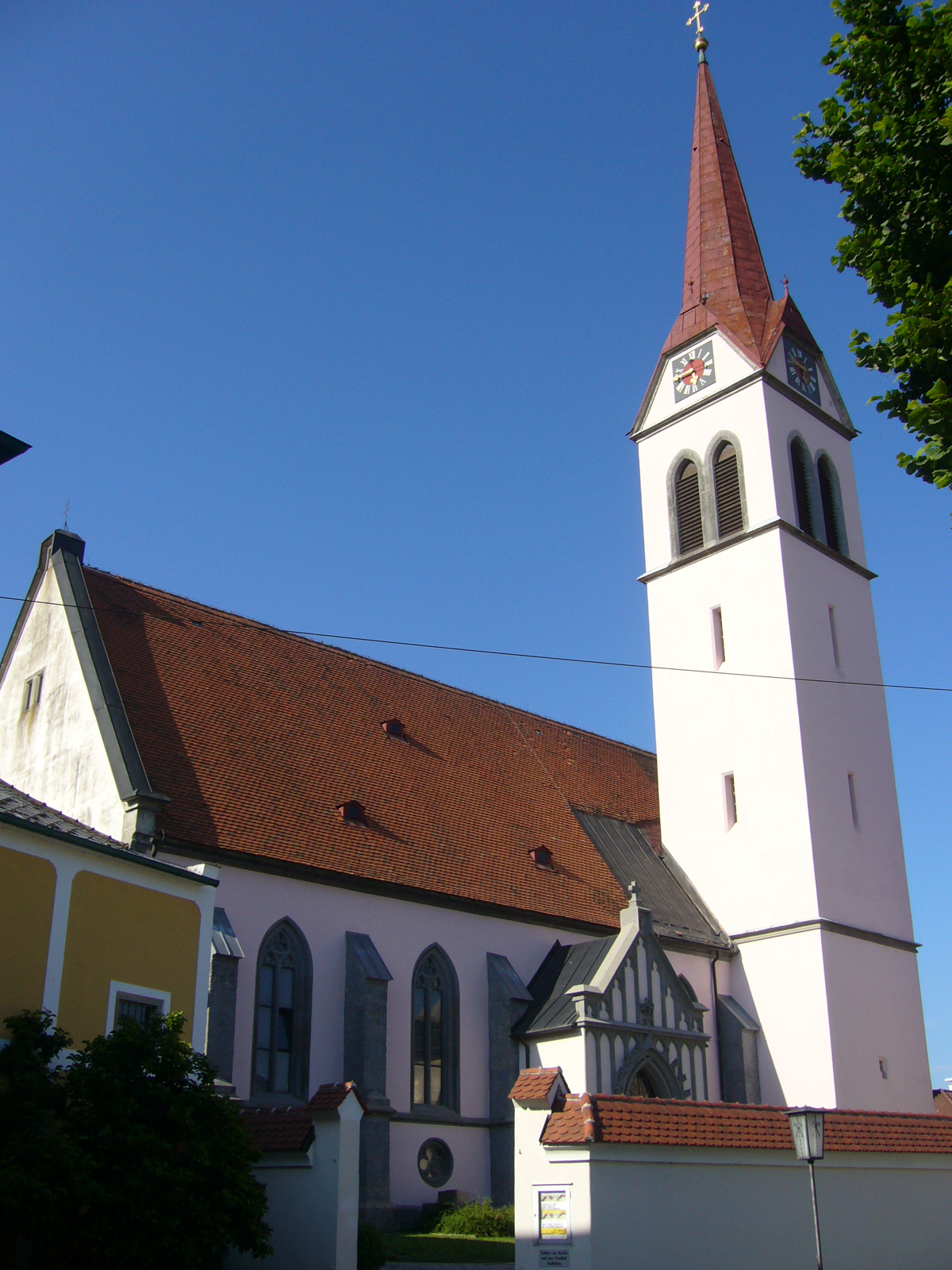
Turm Pfarrkirche Weistrach
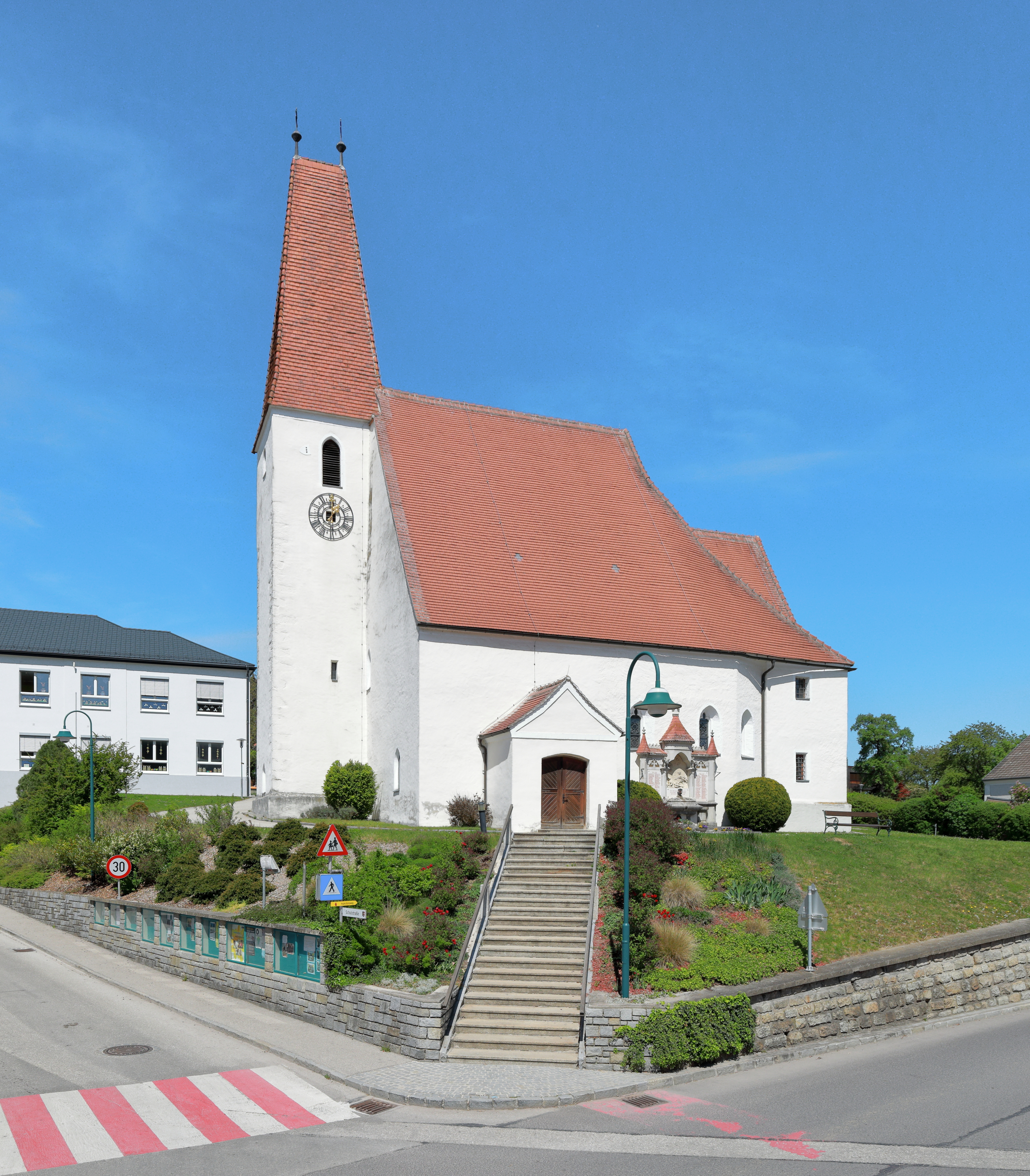
Pfarrkirche Zeillern
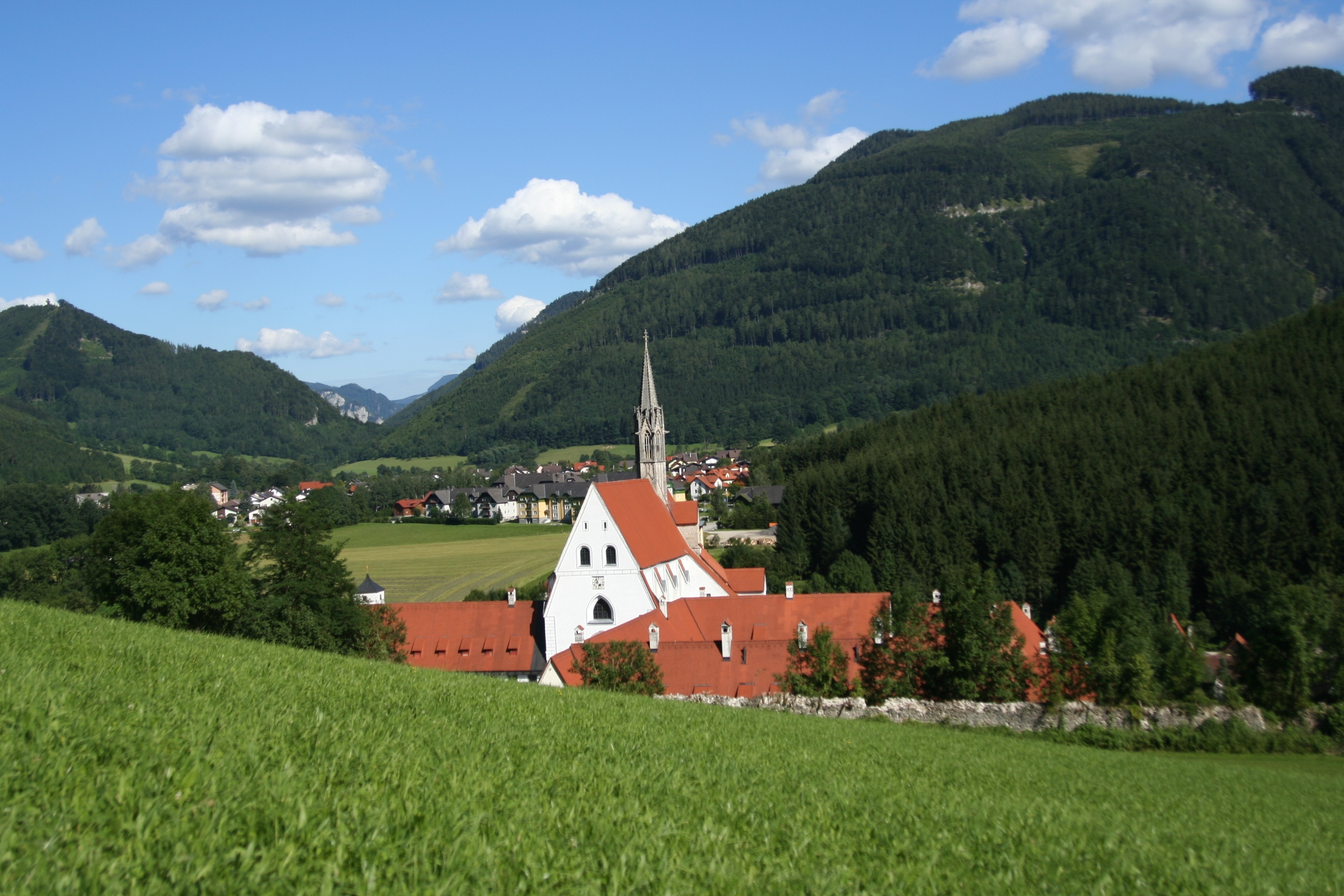
Kartause Gaming

Viele Kirchen im Mostviertel weisen ein gotisches Netz- bzw. Kreuzrippengewölbe auf. Das Innenmobiliar sowie die Altäre sind meist barock, in manchen Fällen wie Aschbach-Markt, Krenstetten und St. Stephan in Amstetten sind die Altäre neogotisch.

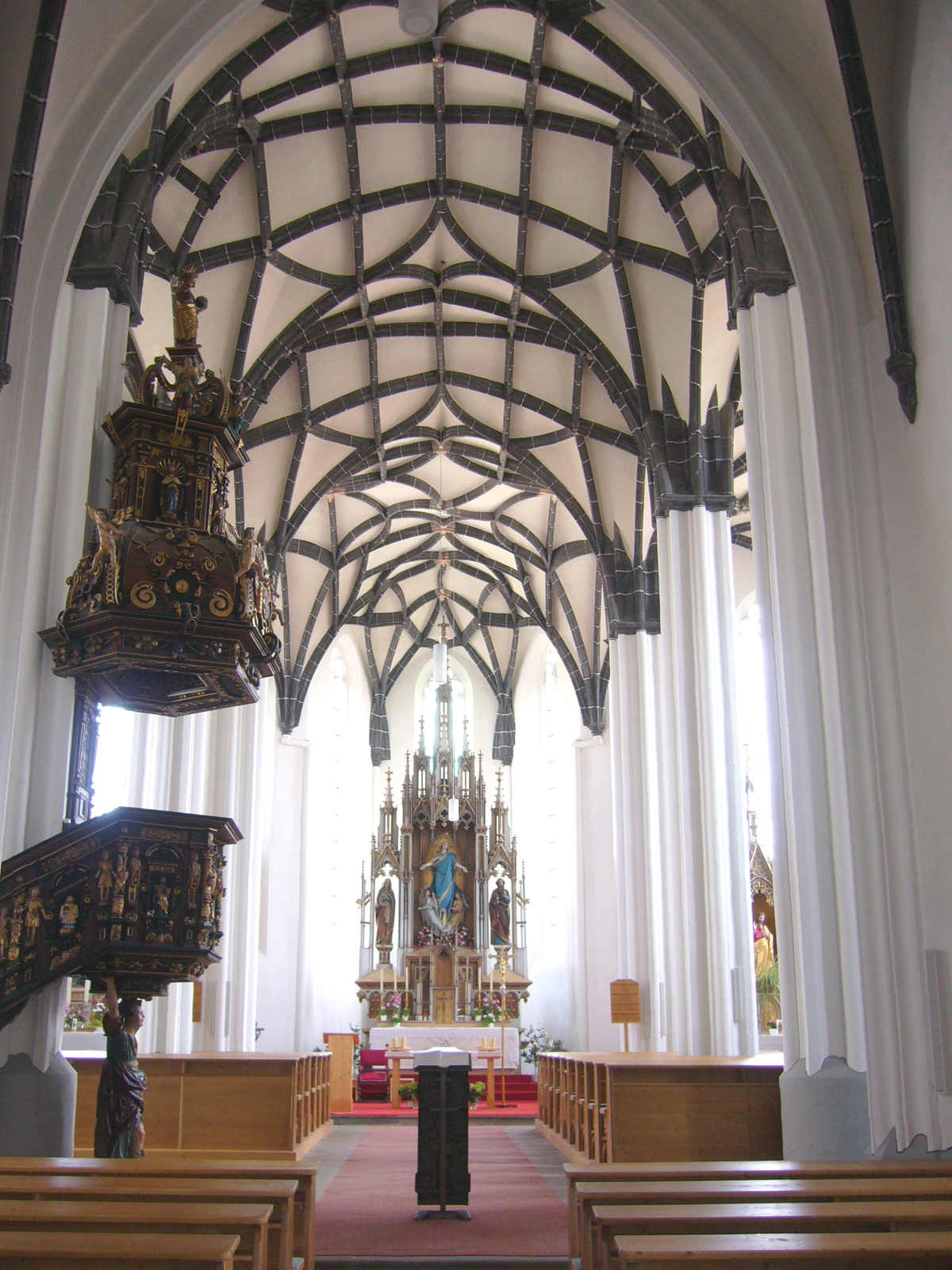
Innenraum Krenstetten
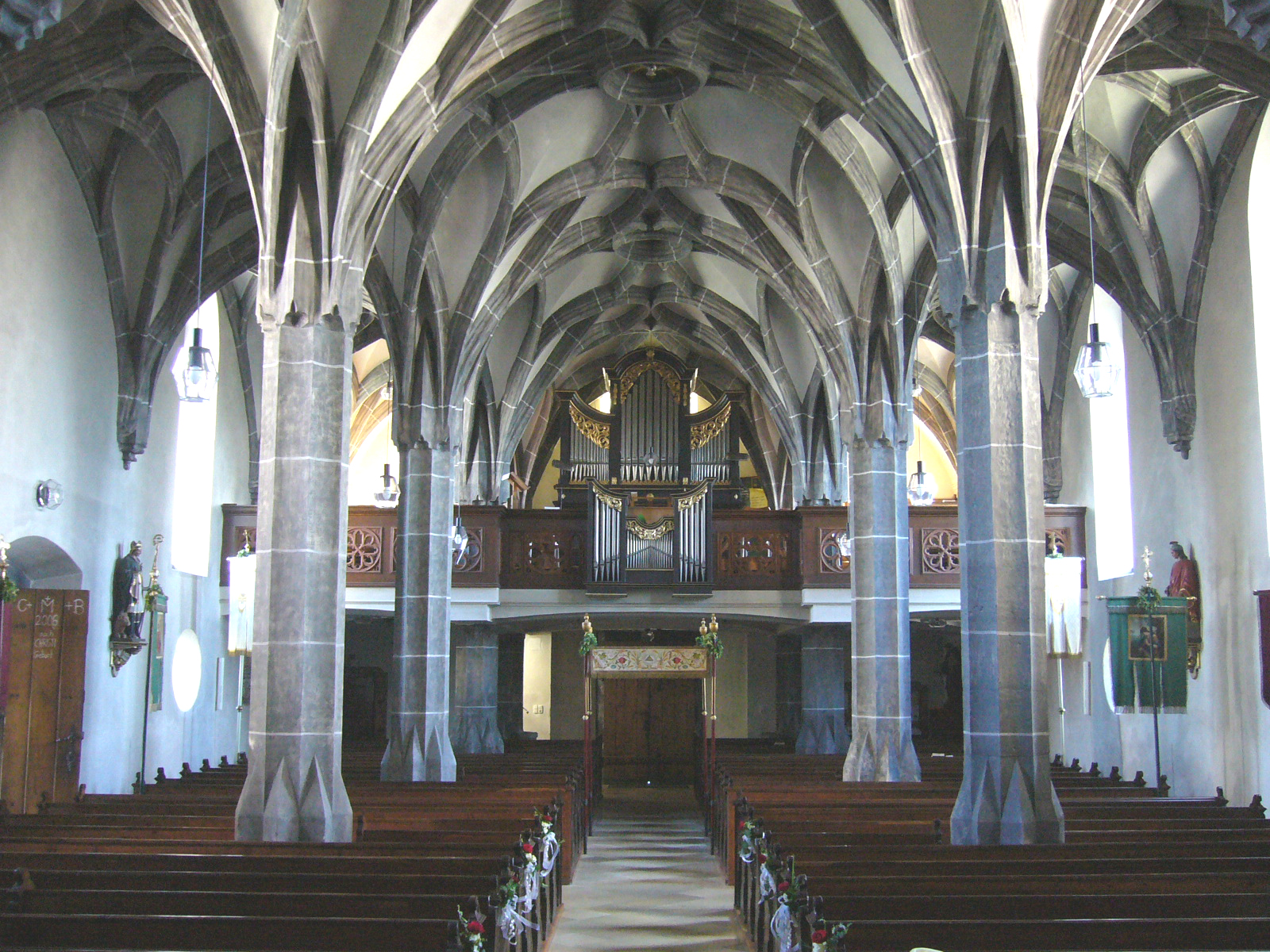
Innenraum Weistrach
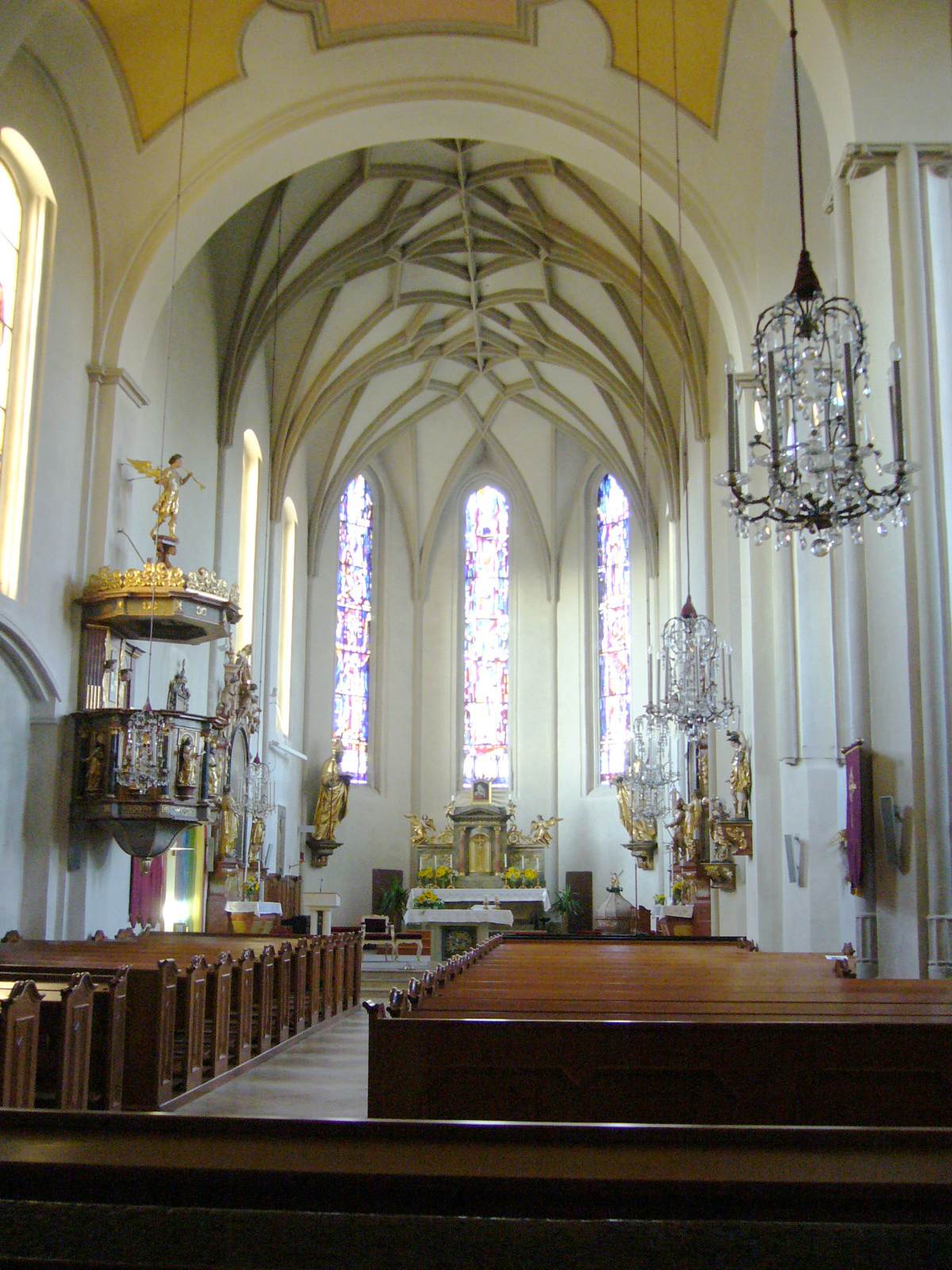
Innenraum Sindelburg
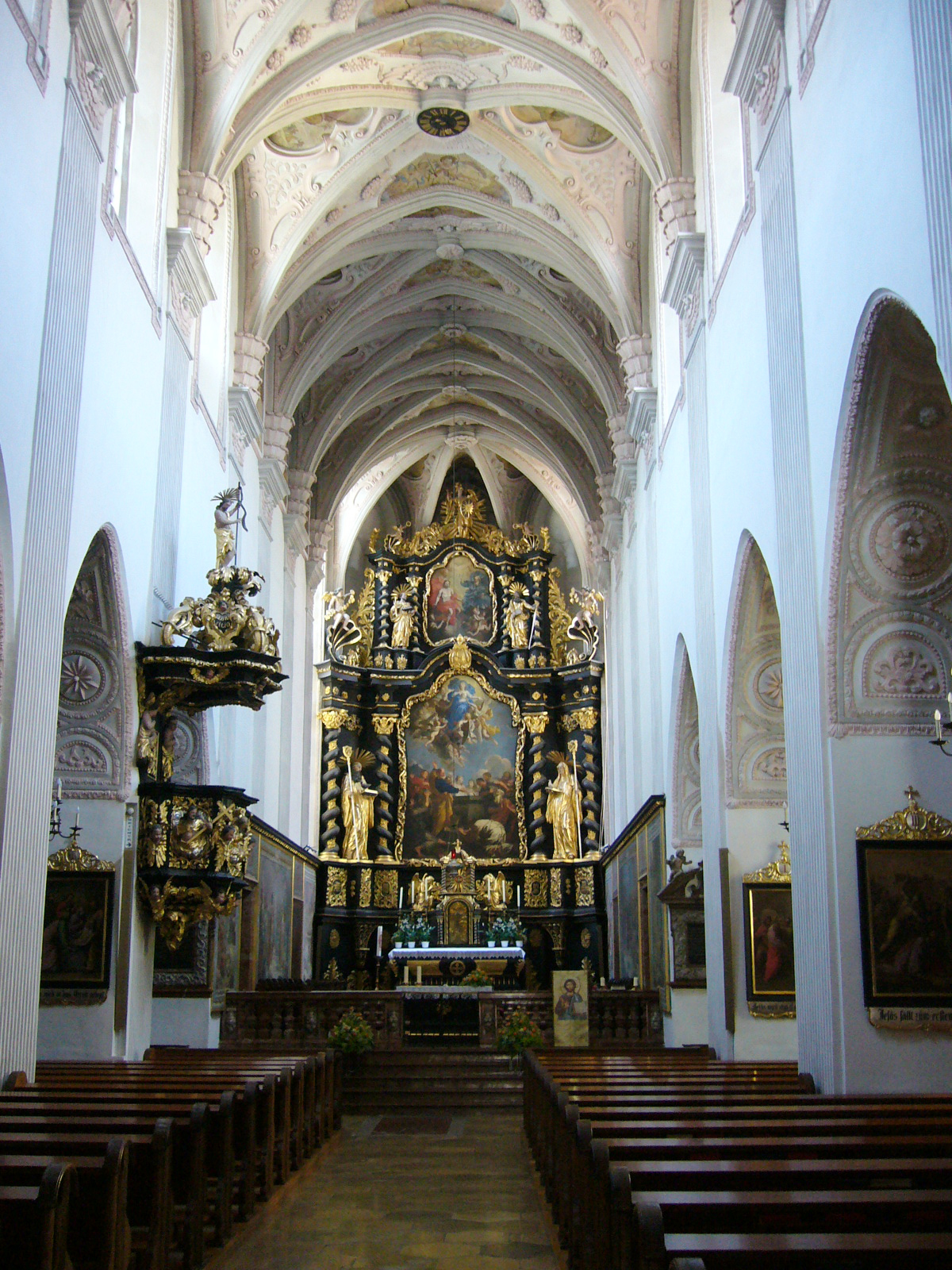
Innenraum Seitenstetten
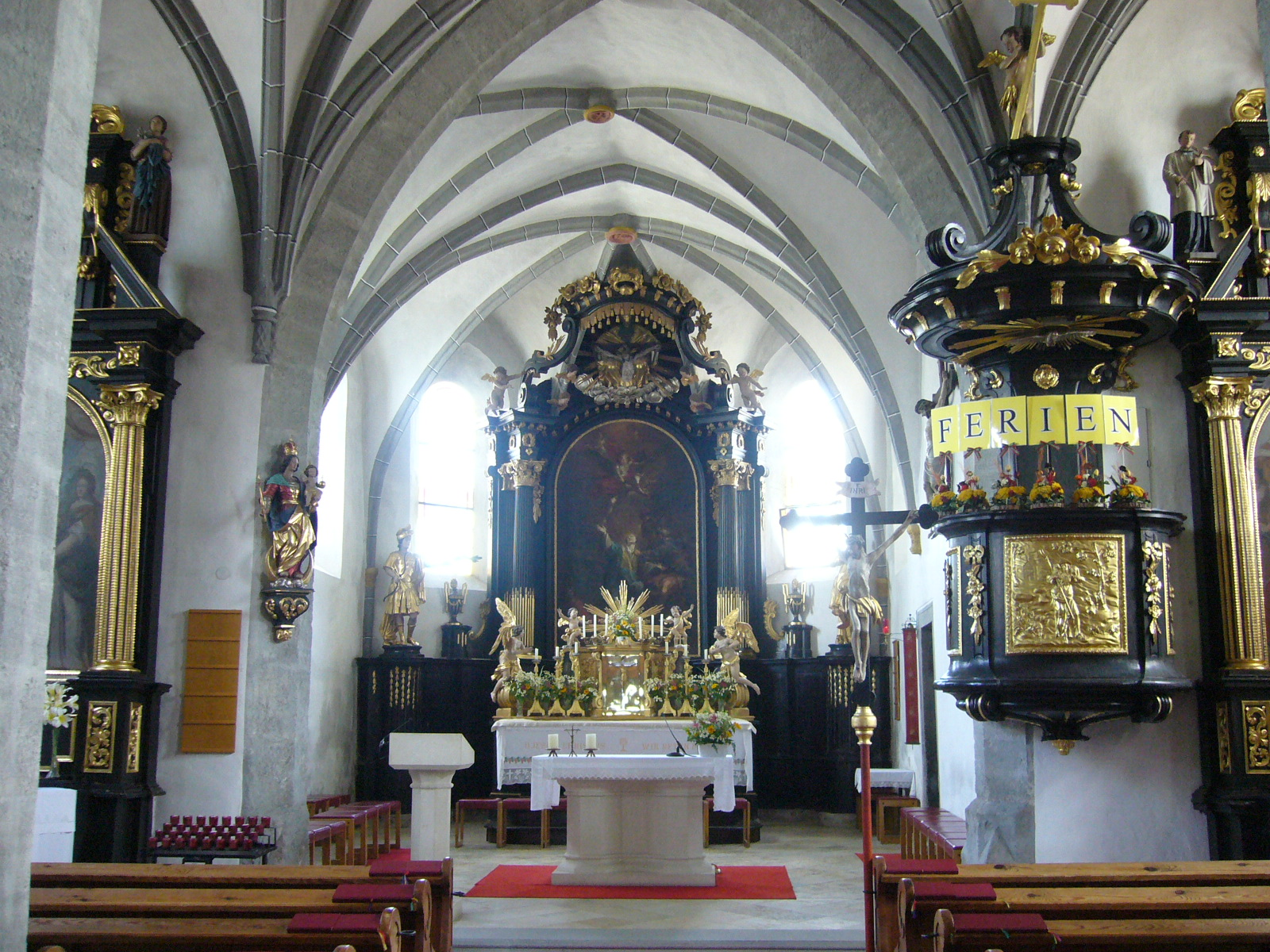
Innenraum Biberbach
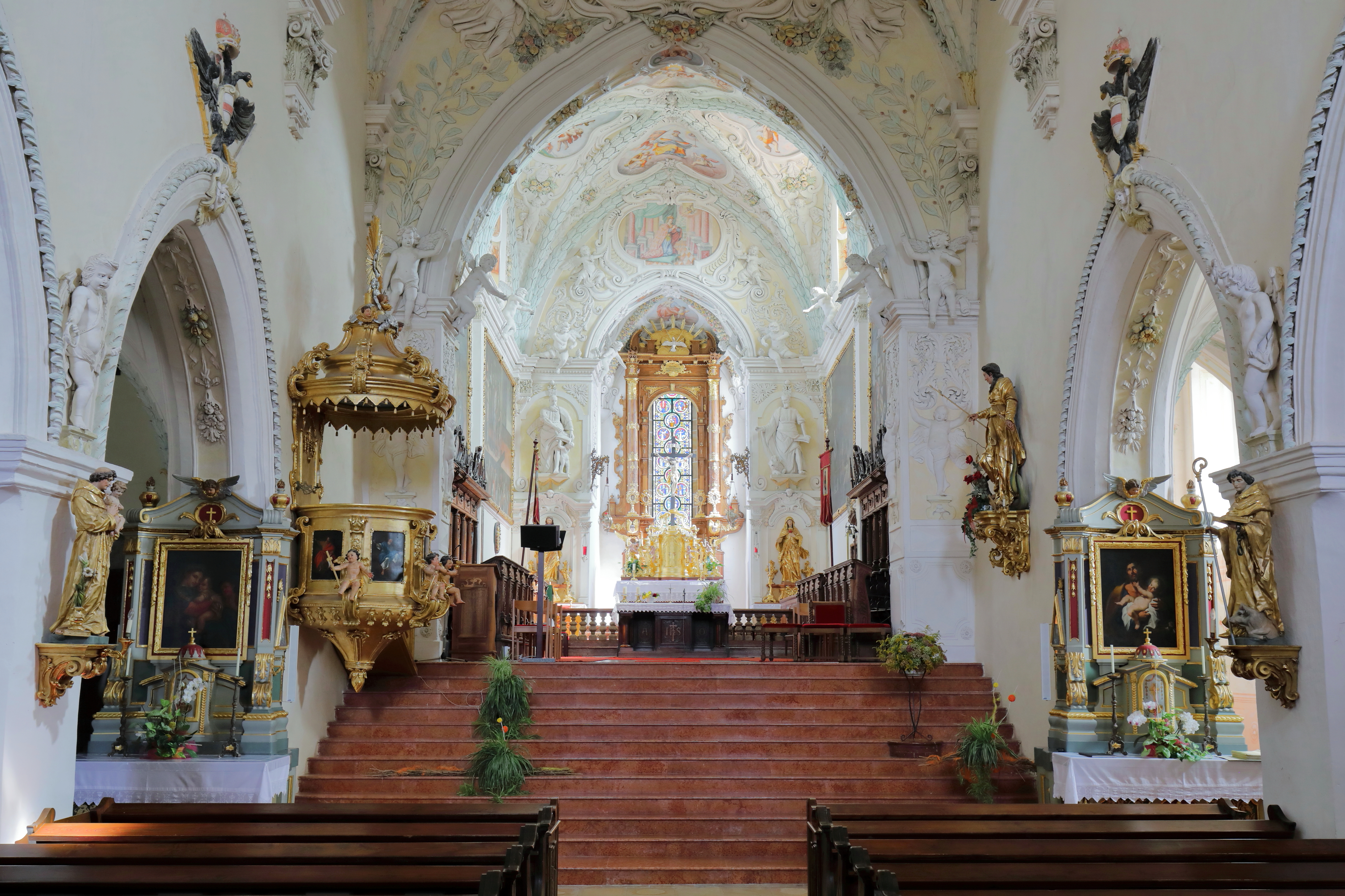
Innenraum Stift Ardagger
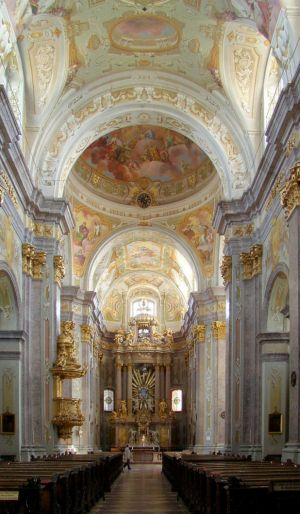
Innenraum Basilika Sonntagberg
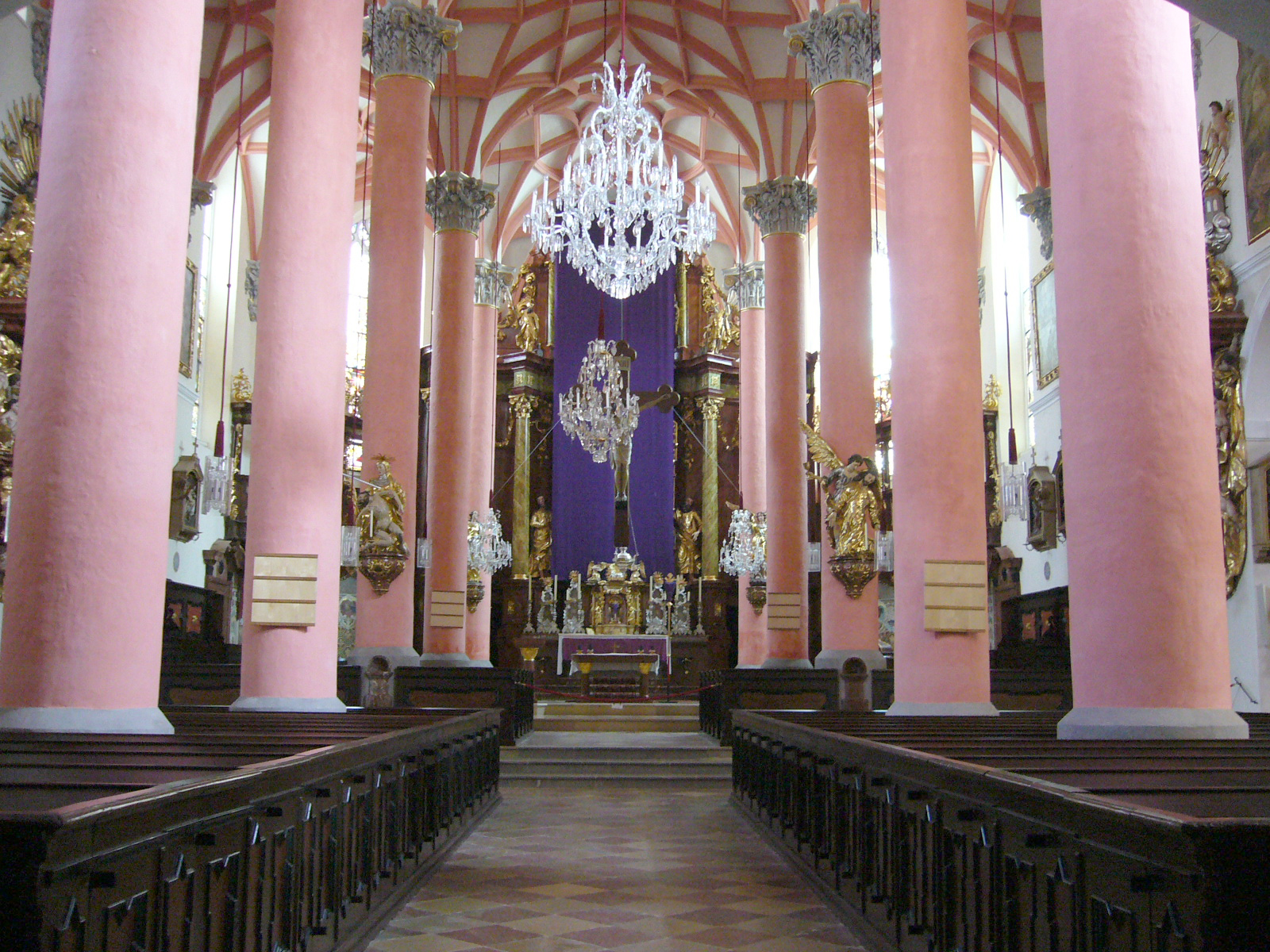
Innenraum Scheibbs

In der Eisenwurzen besonders in der Gegend um das ehemalige Kartäuserkloster Gaming finden sich zahlreiche Saalkirchen, wie Puchenstuben, Josefsberg, Sankt Anton an der Jeßnitz.

## Schmalspurbahnen

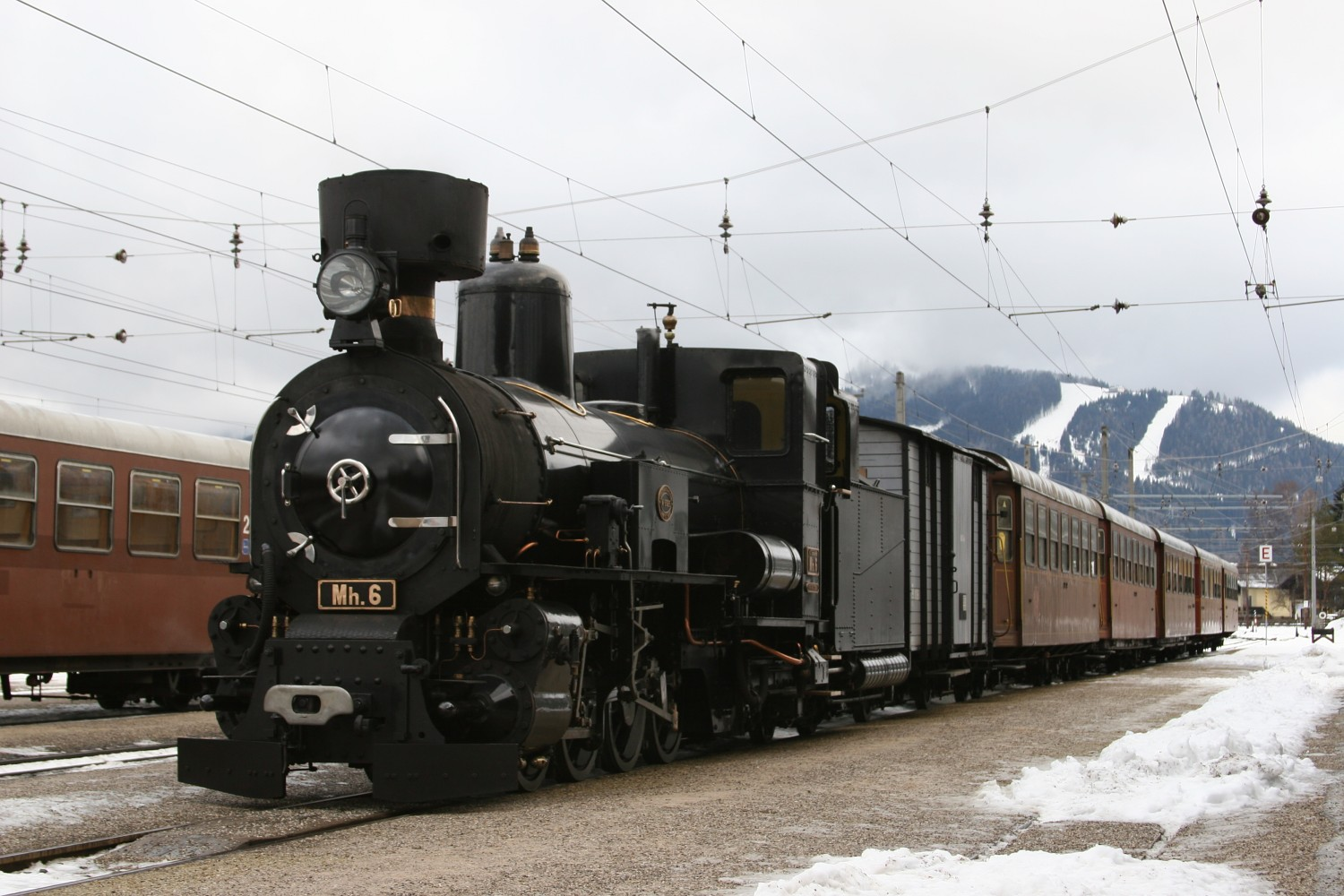
Die Mariazellerbahn

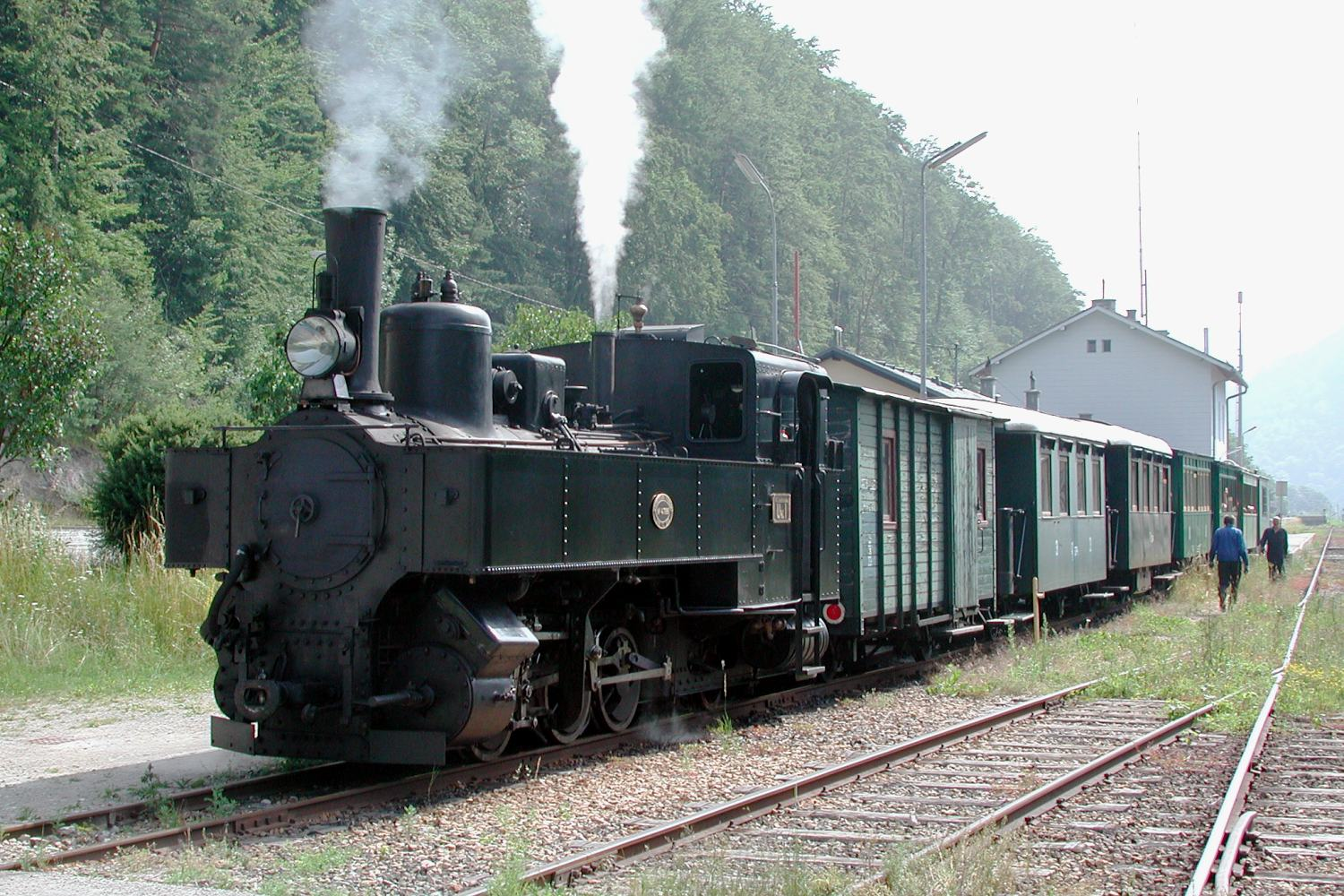
Der Ötscherland-Express

Die Mariazellerbahn ist nicht nur bei Touristen auf Grund der Nostalgiefahrten beliebt, sondern ist auch ein wichtiges Nahverkehrsmittel für die Bewohner. Die Bahn überwindet auf der Strecke von St. Pölten bis zum Scheitelpunkt bei Gösing über 600 Höhenmeter. Auf dem Weg nach Mariazell werden insgesamt 19 Viadukte und 21 Tunnels befahren. Die Bahn wurde 2012 von der NÖVOG übernommen.
Um das Reststück der Ybbstalbahn zwischen Kienberg-Gaming und Lunz am See zu erhalten, betreibt ein privater Verein diese Bahn unter dem Namen Ötscherland-Express. Die ÖBB stellten 1988 den planmäßigen Personenverkehr auf diesem Abschnitt ein. Seit 1990 wird diese Ybbstalbahn-Bergstrecke als Museumsbahn geführt.

## Tourismus
Im Jahr 2018 zählte das Mostviertel insgesamt 1.145.988 Nächtigungen und 484.325 Ankünfte. Davon entfallen etwas mehr als zwei Drittel der Nächtigungen auf Österreicher, gefolgt von Gästen aus Deutschland, Ungarn, Tschechien, Slowakei, Polen, Italien und anderen Ländern. Dazu beigetragen haben die verschiedenen strategischen Tourismusprojekte, wie etwa die Landesausstellung ÖTSCHER:REICH, der Naturpark Ötscher-Tormäuer oder auch die Moststraße.

## Wirtschaft
Traditionell ist das Mostviertel landwirtschaftlich geprägt, die wirtschaftliche Stärke besonders in der Eisenwurzen liegt noch immer in der eisen-, stahl sowie der holzverarbeitenden Industrie. Waren es früher die Hammerherren, die das Erz vom Erzberg bezogen, so sind es heute Walzwerke, die Halbfertigprodukte von den Hochöfen Linz und Donawitz beziehen und unter anderem zu Messern für Maschinen verarbeiten.
Auch gibt es einige große und viele kleine Sägewerke, die das Holz der Wälder ringsum verarbeiten, sowie Papierfabriken an Ybbs und Erlauf. Den Hauptanteil ab der Wirtschaft haben aber klein- und mittelständische Betriebe. Die größten Arbeitgeber im Kernland sind ZKW (Automotive), Welser Profile (Stahl), Böhler-Uddeholm (Stahl), Mondi (früher: Neusiedler) (Papier), Umdasch/Doka (Holz/Stahl), Stora Enso Timber (Holz), Mosser (Holz), Bene Büromöbel (Holz/Stahl), Miller Messer (Stahl), Busatis (Stahl) und Riess (Stahl).

## Politik und Verwaltung
Bis zum Jahr 1867 war das Mostviertel unter der Bezeichnung Viertel ober dem Wienerwald auch Verwaltungseinheit, bis es auf die Bezirke aufgeteilt wurde.
Politisch war es sogar bis zum Jahr 1992 ein eigener Wahlkreis, bis es auf die einzelnen Bezirke heruntergebrochen wurde.